# Jean Fouquet

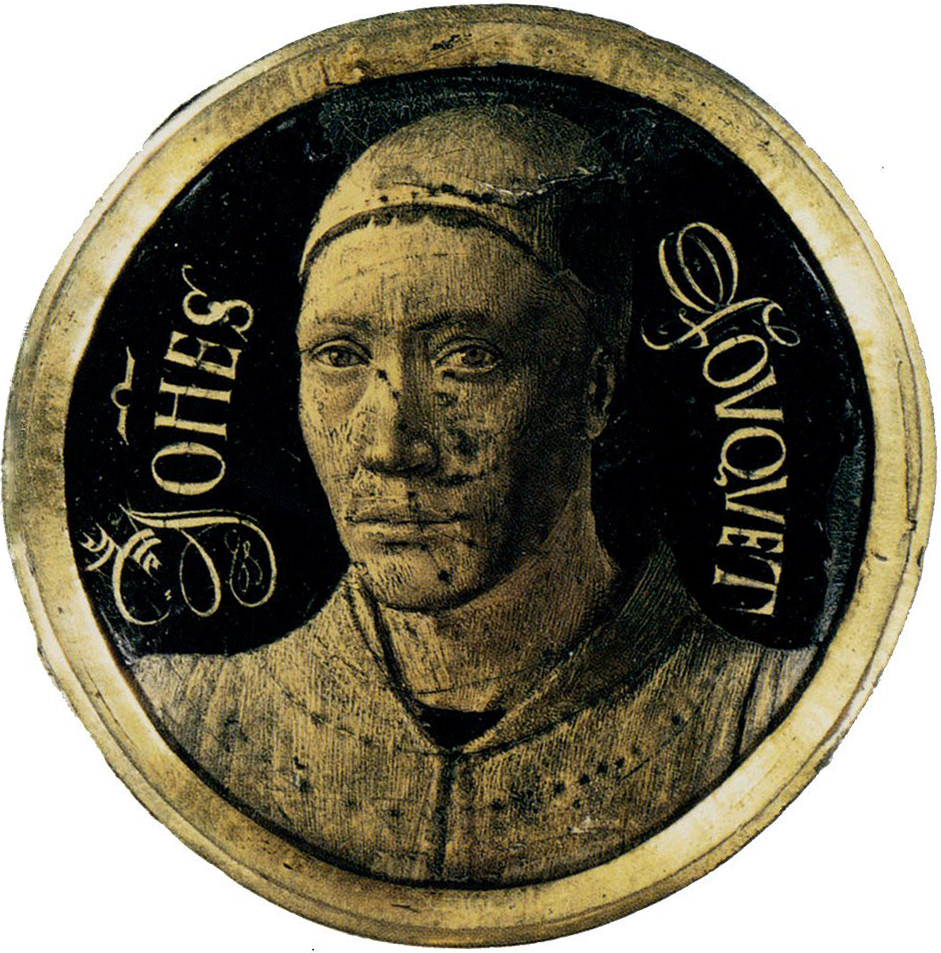
Selbstporträt Jean Fouquets. Emaillemedaillon, ursprünglich auf dem Rahmen des Diptychons von Melun (um 1455).

Jean Fouquet (* um 1420 in Tours; † zwischen 1478 und 1481) war ein französischer Buch- und Tafelmaler. Er gilt als einer der bedeutendsten Künstler an der Schwelle von der Spätgotik zur Frührenaissance.
Über Fouquets frühe Jahre ist wenig Greifbares bekannt. Die Forschung ist davon abgerückt, das Atelier des sogenannten Bedford-Meisters in Paris als Ausbildungsort anzusehen und vermutet heute eher eine Lehrzeit bei dem wohl in Nantes ansässigen sogenannten Jouvenel-Meister, dessen Werke einst als Jugendarbeiten Fouquets galten. Zwischen 1445 und 1447 bereiste Fouquet Italien und lernte in Rom Fra Angelico, Filarete und andere Renaissancekünstler des Quattrocento kennen, deren Einfluss in späteren Malereien nachweisbar ist. Seit den 1450er Jahren stand er im Dienst König Karls VII. und Ludwigs XI., dessen Hofmaler er 1475 wurde. Zu seinen Auftraggebern zählten zahlreiche hohe Beamte des Staates wie der Kanzler Guillaume Juvénal des Ursins und der Schatzmeister des Königs, Étienne Chevalier.
Für diesen schuf er mit dem sogenannten Stundenbuch des Étienne Chevalier (nach 1448) und dem Diptychon von Melun (um 1455) zwei der bekanntesten Werke der französischen Buch- und Tafelmalerei des 15. Jahrhunderts. Ein Emaillemedaillon mit einem Selbstbildnis Fouquets auf dem Rahmen des Diptychons zeugt von seiner selbstbewussten Künstlerindividualität. Weitere herausragende Werke sind Illustrationen des sogenannten Münchener Boccaccio (um 1458), der Grandes Chroniques de France (etwa 1459) und in dem um 1465 vollendeten Manuskript der Antiquités judaïques, in dem ein Eintrag François Robertets Fouquet als Illuminator ausweist. Seit den 1460er Jahren sind in den von Fouquet illustrierten Handschriften Mitarbeiter nachweisbar, die auf eine leistungsstarke Werkstatt hinweisen. Bis 1478 ist Jean Fouquet in Tours nachweisbar, 1481 wird er dort als tot bezeichnet.
Fouquets Werk gilt als eigenständige Synthese der französischen Maltradition, der italienischen Frührenaissance und des niederländischen Realismus. Besonders die perspektivischen Konstruktionen, die Lichtführung und die historische Genauigkeit seiner Bilder erweisen Fouquet als einen der bedeutendsten Maler seiner Zeit. Zahlreiche Erwähnungen in der frühen Kunstliteratur und in Dokumenten geben von dem hohen Ansehen Auskunft, das Fouquet sowohl in Frankreich als auch in Italien genoss. Die Zahl der erhaltenen Buchmalereien übertrifft die der Tafelbilder deutlich, jedoch ist die Zuschreibung einiger Werke zu Fouquets eigenhändigem Œuvre umstritten.

## Jugend und frühe Jahre

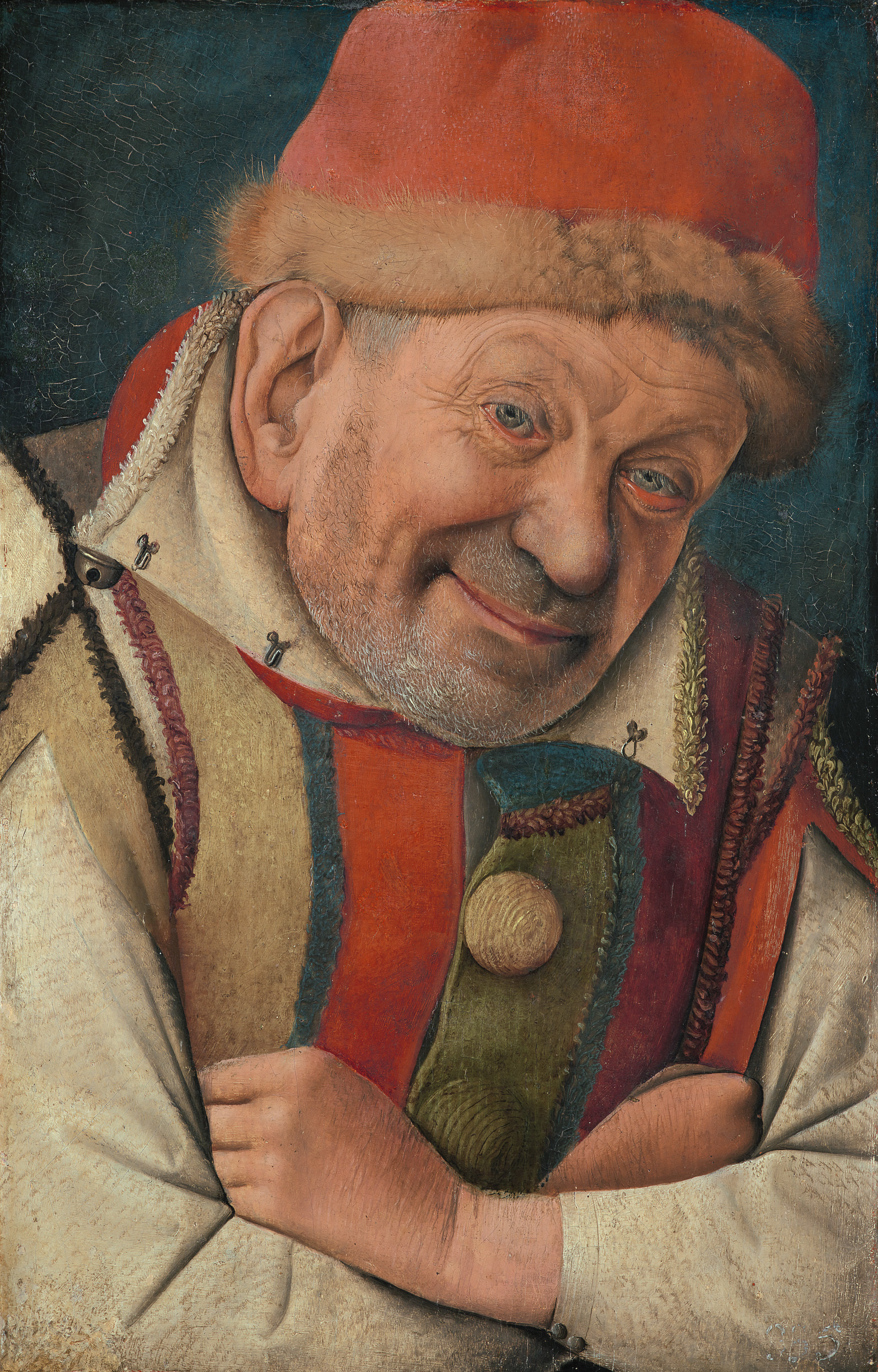
Das Bildnis des Hofnarren Gonella gilt als frühestes Werk Fouquets (Wien, Kunsthistorisches Museum, vermutlich zwischen 1439 und 1446).

Jean Fouquet wurde zwischen 1415 und 1422 in Tours geboren. Seinen Geburtsort bezeugt gegen 1500 François Robertet, Sekretär des königlichen Schwiegersohnes Pierre de Beaujeu, im Kolophon einer von Fouquet illustrierten Handschrift der Antiquités judaïques. Das Jahr seiner Geburt lässt sich dagegen nur grob durch die Datierung seiner ersten Bilder und durch ein Selbstporträt Fouquets auf dem Rahmen des um 1455 entstandenen Melun-Diptychons abschätzen.
Fouquets Ausbildung und sein Frühwerk sind Gegenstand einer jahrzehntealten wissenschaftlichen Kontroverse, die bis heute nicht beendet ist. Lange Zeit wurden die Buchillustrationen des sogenannten Jouvenel-Meisters Fouquet zugeschrieben, inzwischen werden beide Künstler unterschieden. Besonders Eberhard König hat sich um die Händescheidung der stilverwandten Werke bemüht und hält eine Lehre Fouquets bei dem möglicherweise in Nantes ansässigen Jouvenel-Meister für wahrscheinlich. Die ältere, Paul Durrieu folgende Fouquet-Forschung, die auch heute noch Anhänger hat, nimmt dagegen an, dass dieser seine Ausbildung in Paris erhielt, möglicherweise beim sogenannten Bedford-Meister. Claude Schaefer hat die Hypothese aufgestellt, dass Fouquet bei dem Hofmaler Jacob de Litemont gelernt haben könnte.
Frühe Buchmalereien Fouquets haben sich bisher nicht nachweisen lassen und es erscheint fraglich, ob er überhaupt Illustrationen vor seiner Italienreise ausführte oder zunächst ausschließlich Porträts malte. Er dürfte allerdings mit älteren Werken in den Bibliotheken von Tours und Bourges vertraut gewesen sein. Insbesondere die Illustrationen des Boucicaut-Meisters und des Bedford-Meisters weisen stilistische Ähnlichkeiten zu späteren Arbeiten Fouquets auf. Dass dieser später für Etienne Chevalier Illustrationen des Boucicaut-Meister retuschierte, fügt sich in diese Verflechtungen ein.
Als frühestes erhaltenes Werk Fouquets gilt ein Porträt des Hofnarren Gonella, dessen Entstehung noch vor seiner Italienreise angenommen wird. In der Stilanalyse zeigt sich eine intensive Auseinandersetzung mit der Porträtkunst der niederländischen Meister, etwa Jan van Eycks. Wie die Porträts der Flamen weist das Bildnis des Narren einen geradezu überspitzten Realismus auf. Welcher Art Fouquets Verbindungen zur Kunst der südlichen Niederlande waren, ob er etwa den Genter Altar des Jan van Eyck oder dessen Porträts aus eigener Anschauung kannte, lässt sich nicht belegen.
Als wichtiger Einfluss auf Fouquets Behandlung von Licht und Farbe kommt auch die Glasmalerei in Betracht, besonders die der Kathedralen von Tours und Bourges. Ebenso wichtig können bemalte Freiplastiken gewesen sein. Über Fouquet selbst ist bekannt, dass er die von Litemont gestaltete Totenmaske Karls VII. bemalte. Genau können solche Abhängigkeiten freilich nicht untersucht werden, da sich kaum farbige Fassungen von Skulpturen erhalten haben.

## Italienreise

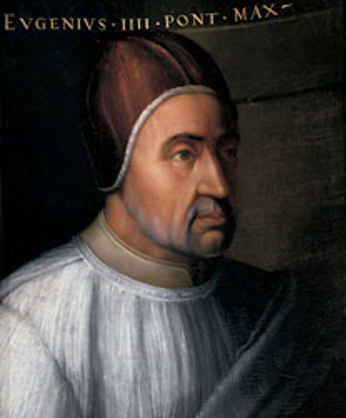
Kopie von Fouquets Porträt Eugens IV. im Kloster Santa Maria sopra Minerva in Rom. Im 17. Jahrhundert wurde das heute nicht mehr existierende Gemälde ersetzt.

Fouquet reiste als junger Maler nach Rom und eröffnete damit die Tradition der Italienfahrten großer Künstler. Ob er die kostspielige und aufwändige Reise als Begleiter einer diplomatischen Mission antrat oder sie aus persönlichen Gründen unternahm und privat finanzierte, ist nicht geklärt. 1445 wird als frühester Zeitpunkt für Fouquets Romreise angesehen, da dessen späteres Werk Einflüsse Fra Angelicos aufweist, der seit dem Mai dieses Jahres in Rom arbeitete.
Fouquet malte auf Leinwand ein heute nicht mehr erhaltenes Porträt des Papstes Eugen IV. mit zwei Vertrauten. Das Bildnis befand sich über der Tür der Sakristei des Klosters Santa Maria sopra Minerva, in dem auch Fra Angelico wohnte. Um einen solchen Auftrag zu erhalten, verfügte Fouquet sicherlich bereits über die Anerkennung eines Künstlers, der die in Italien bewunderte virtuose und naturgetreue Porträtmalerei der Südniederländer beherrschte.
Außer Fra Angelico lernte Fouquet nachweislich Filarete kennen, der ihn noch Jahre später als buen maestro maxime a retrarre del naturale pries. Zweifelsohne traf Fouquet auch moderne italienische Künstler wie Benozzo Gozzoli, Brunelleschi oder Donatello und studierte zumindest ältere wie Masaccio.
Ein anderer bedeutender, in späteren Buchillustrationen häufig wiederkehrender Eindruck waren die antiken und zeitgenössischen Bauten Roms und Florenz', das er auf der Hin- und Rückreise besucht haben muss. Besonders in Florenz konnte er die neuen Entwicklungen der italienischen Frührenaissance aufnehmen. Die Skizze nach der Natur, die Fouquet in der französischen Kunst seiner Zeit eine isolierte Stellung eintrug, wird er auch für das Antikenstudium genutzt haben. Da Fouquet beispielsweise in den Illustrationen zum sogenannten Livius der Sorbonne eine detailgetreue Wiedergabe des Forum Romanum als Bildhintergrund malte, muss er auf seiner Italienreise Skizzen- bzw. Musterbücher angelegt haben.
1448 pachtete Fouquet in Tours einen dem Kapitel von St. Martin gehörenden Wohnturm. Spätestens zu diesem Zeitpunkt muss er also nach Frankreich zurückgekehrt sein.

## Aufträge im Umkreis König Karls VII.
Die meisten erhaltenen Bilder und Buchmalereien Fouquets entstanden zwischen 1450 und 1460 und fallen damit in die Zeit zwischen seiner Rückkehr nach Frankreich und dem Tod König Karls VII. (22. Juli 1461). In diesem Zeitraum dürfte Fouquet auch geheiratet haben. Die Auftraggeber Fouquets entstammen dem hohen Dienstadel am Hof Karls VII.
In den 1450er Jahren schuf er für den königlichen Schatzmeister Étienne Chevalier zwei der herausragenden Werke der französischen Kunst im 15. Jahrhundert: Die Buchmalereien im sogenannten Stundenbuch des Étienne Chevalier und das großformatige Diptychon von Melun. Fouquet porträtierte seinen Auftraggeber in beiden Werken, jeweils in betender Haltung mit dessen Schutzpatron, dem heiligen Stephanus.
Auch Jean Bernard († 1466), Erzbischof von Tours und enger Vertrauter des Königs sowie der Anjous, scheint als Auftraggeber mit Fouquet freundschaftlich verbunden gewesen zu sein. Noch in seinem Testament bedachte er diesen mit einem Auftrag. Über hochstehende Auftraggeber wie Étienne Chevalier und Jean Bernard wird Fouquet am Hof des Königs eingeführt worden sein.

### Das Stundenbuch des Étienne Chevalier
|  |  |

Stundenbuch des Étienne Chevalier
Étienne Chevalier mit dem heiligen Stephanus im Gebet vor der thronenden Maria lactans.
Das sogenannte Stundenbuch des Étienne Chevalier wird nach Fouquets Rückkehr aus Italien angesetzt und wurde wahrscheinlich vor 1457 vollendet, da er ab dieser Zeit andere bedeutende Aufträge auszuführen hatte. In den Miniaturen ist die Mitarbeit eines Gesellen sichtbar, ein Bild blieb unvollendet. Die Buchmalereien galten der Forschung wegen Fouquets meisterhafter Beherrschung der räumlichen Darstellung und Lichtführung sowie wegen der Lebendigkeit und Originalität der Miniaturen seit jeher nicht nur als ein Hauptwerk des Künstlers, sondern der Buchmalerei des 15. Jahrhunderts schlechthin.

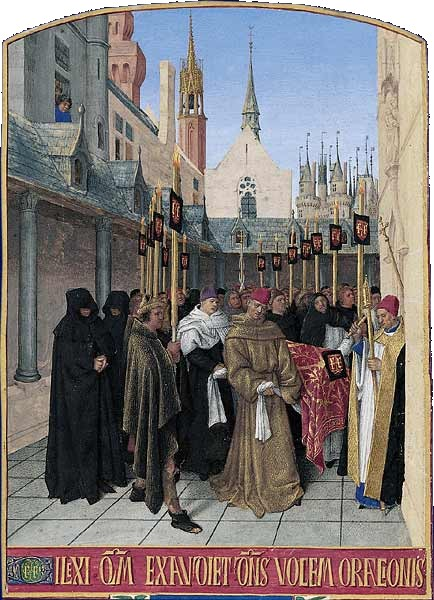
Begräbniszug.

Das Stundenbuch blieb in der Familie Chevalier, bis es Ende des 18. Jahrhunderts verkauft und auseinandergeschnitten wurde, so dass heute nur noch 47 einzelne Miniaturen erhalten sind, von denen die meisten bis zum Bildrand beschnitten und auf Holztafeln aufgeklebt sind. Vierzig Blätter gelangten aus dem Besitz der Familie Brentano, die sie 1805 in Basel erworben hatte, in das Musée Condé im Schloss Chantilly. Sieben weitere Miniaturen befinden sich in der Bibliothèque nationale de France, im Louvre und im Musée Marmottan in Paris, in der Londoner British Library und in Upton House sowie im New Yorker Metropolitan Museum. Ein 1981 entdecktes Textblatt erlaubt die Rekonstruktion des Buches in groben Zügen.
Der Stifter ist auf dem Frontispiz ähnlich dem später entstandenen Diptychon von Melun gemeinsam mit Stephanus vor der thronenden Maria dargestellt und auf einer weiteren Miniatur als Betender bei der Grablegung Christi. Sein Name Maistre Estienne Chevalier und sein Monogramm sind an zahlreichen Stellen in die Illustrationen eingefügt.
Im Gegensatz zu späteren Handschriften führte Jean Fouquet alle oder doch fast alle Illustrationen eigenhändig aus. Dies ist ein Indiz für eine frühe Ansetzung der Handschrift, als Fouquet noch über keine leistungsstarke Werkstatt verfügte, und gleichzeitig ein Grund, warum die Miniaturen dieser Handschrift auf so durchgängig hohem Niveau ausgeführt sind.
Mehrere Miniaturen sind in innovativer Weise in zwei Bildfelder unterteilt. Das obere präsentiert dabei das Hauptmotiv, im unteren finden sich Nebenszenen oder auch Phantasiewesen, wie man sie in der gotischen Buchmalerei häufig in Randdrolerie findet.

### Das Porträt König Karls VII.

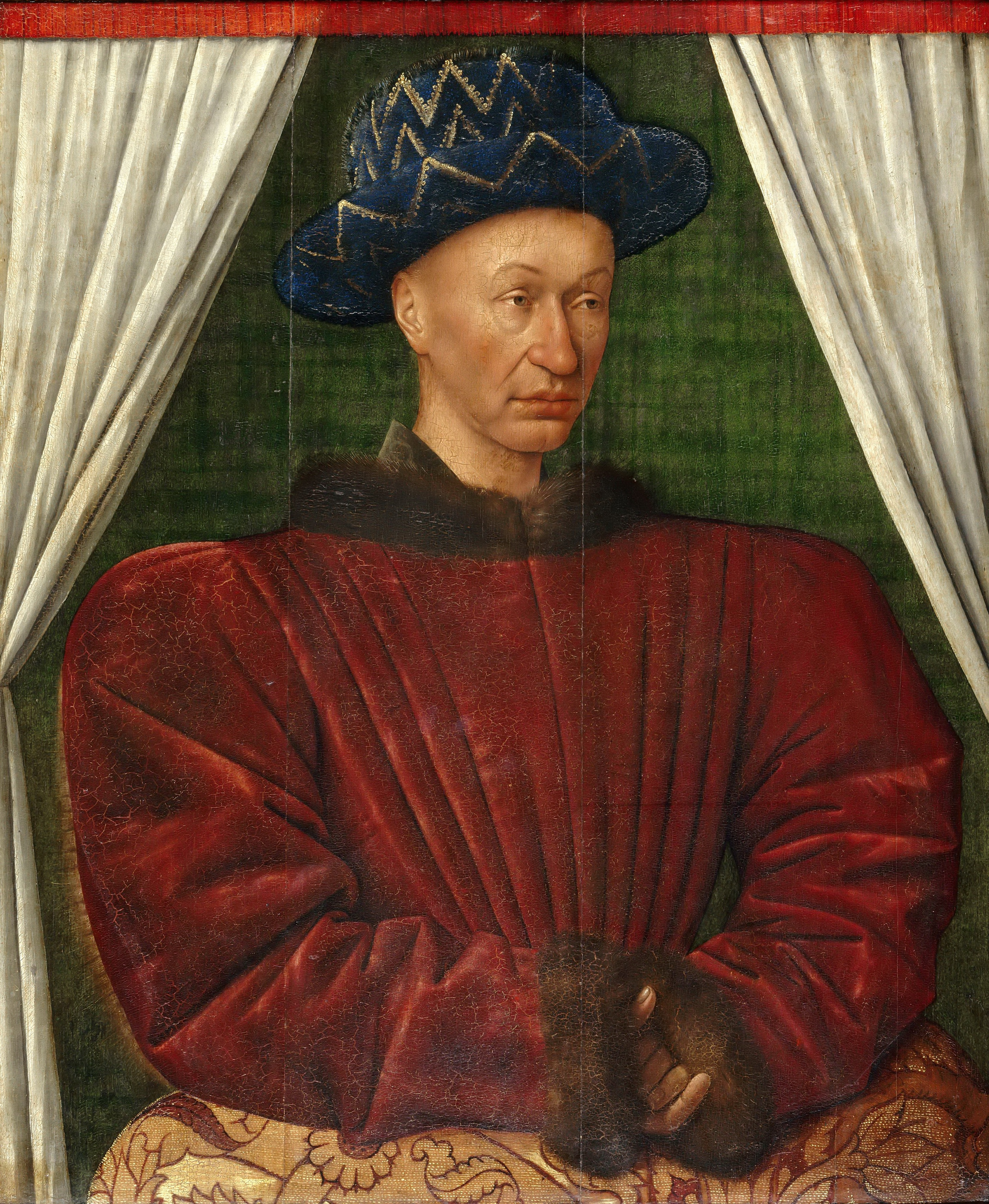
Porträt Karls VII. (Paris, Louvre, um 1450).

Mit dem heute im Louvre hängenden Porträt Karls VII. – möglicherweise das erste offizielle Bildnis eines französischen Herrschers – scheint Fouquet um 1453 zum Maler des Königs aufgestiegen zu sein, sofern es ein Auftragswerk Karls war und nicht in dessen Umkreis entstand. Gegen einen persönlichen Auftrag des Königs spricht, dass ein solches Porträt unter normalen Umständen wohl vom Hofmaler Jacob de Litemont ausgeführt worden wäre. Immerhin bestellte Litemont selbst nach dem Tod des Königs 1461 Fouquet zur Kolorierung der von ihm angefertigten Totenmaske Karls, wie sich aus einer Abrechnung der Bestattungskosten erschließen lässt.
Fouquet stellt den König in seinem Oratorium in der Sainte-Chapelle in Bourges dar. Dort hing es nachweislich im 18. Jahrhundert, ob es aber auch ursprünglich seinen Platz in der Sainte-Chapelle hatte, ist nicht bekannt. Betend, zwei kleine geraffte Vorhänge zu beiden Seiten des Bildrahmens erscheint Karl isoliert. Von einer Lichtquelle links außerhalb des Bildes beleuchtet und vor dunkelgrünem Grund ist die Figur des Königs mit einem üppigen roten Samtgewand äußerst plastisch und realistisch dargestellt. Die Wirkung des Porträts variiert je nach Standort des Betrachters.
Die Nachwelt hat in dem Bildnis ein vernichtendes Urteil Fouquets über den König sehen wollen, doch wie Schaefer zeigen konnte, wird diese Bildinterpretation eher vom negativen Urteil der Rezipienten über Karl VII. geprägt. Das Bild sei vielmehr ein unvoreingenommenes historisches Dokument, das von realistischer und nicht idealisierender Beobachtung geprägt sei. Die rechte Wange des Königs ist angeschwollen und zeigt bereits die Auswirkung der Unterkiefergeschwulst, an der der König starb.

### Die Pietà in Nouans-les-Fontaines

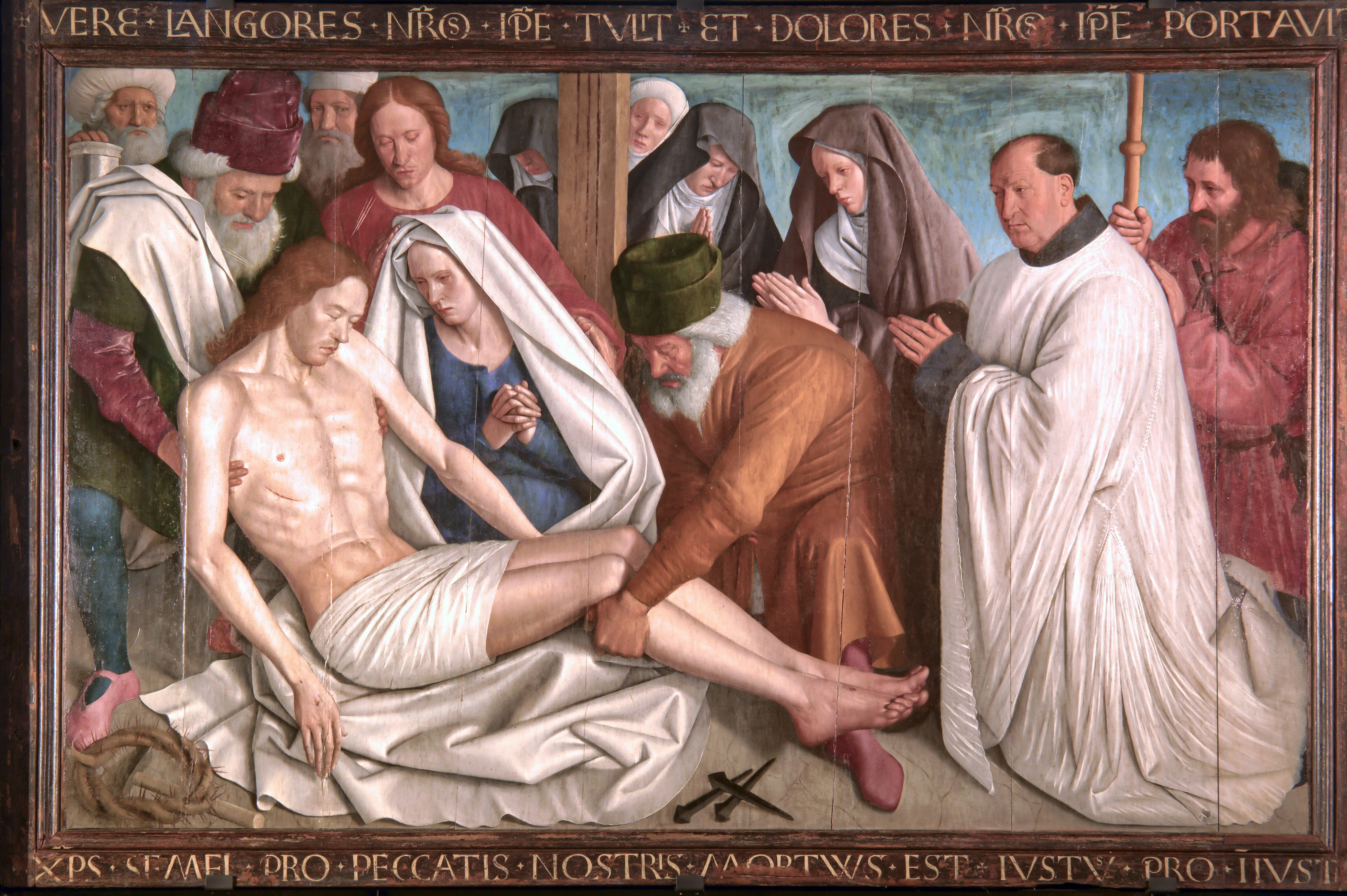
Pietà in Nouans-les-Fontaines.

Die Autorschaft Fouquets für die Pietà in Nouans-les-Fontaines nahe Loches wurde 1932 von P. Vitry erkannt. Über den kniend im Bild, aber doch außerhalb des Geschehens dargestellten Auftraggeber ist nichts bekannt, außer dass er seiner Kleidung nach ein Chorherr gewesen sein muss und wegen des hinter ihm stehenden Schutzheiligen Jacobus wahrscheinlich Jacques hieß.

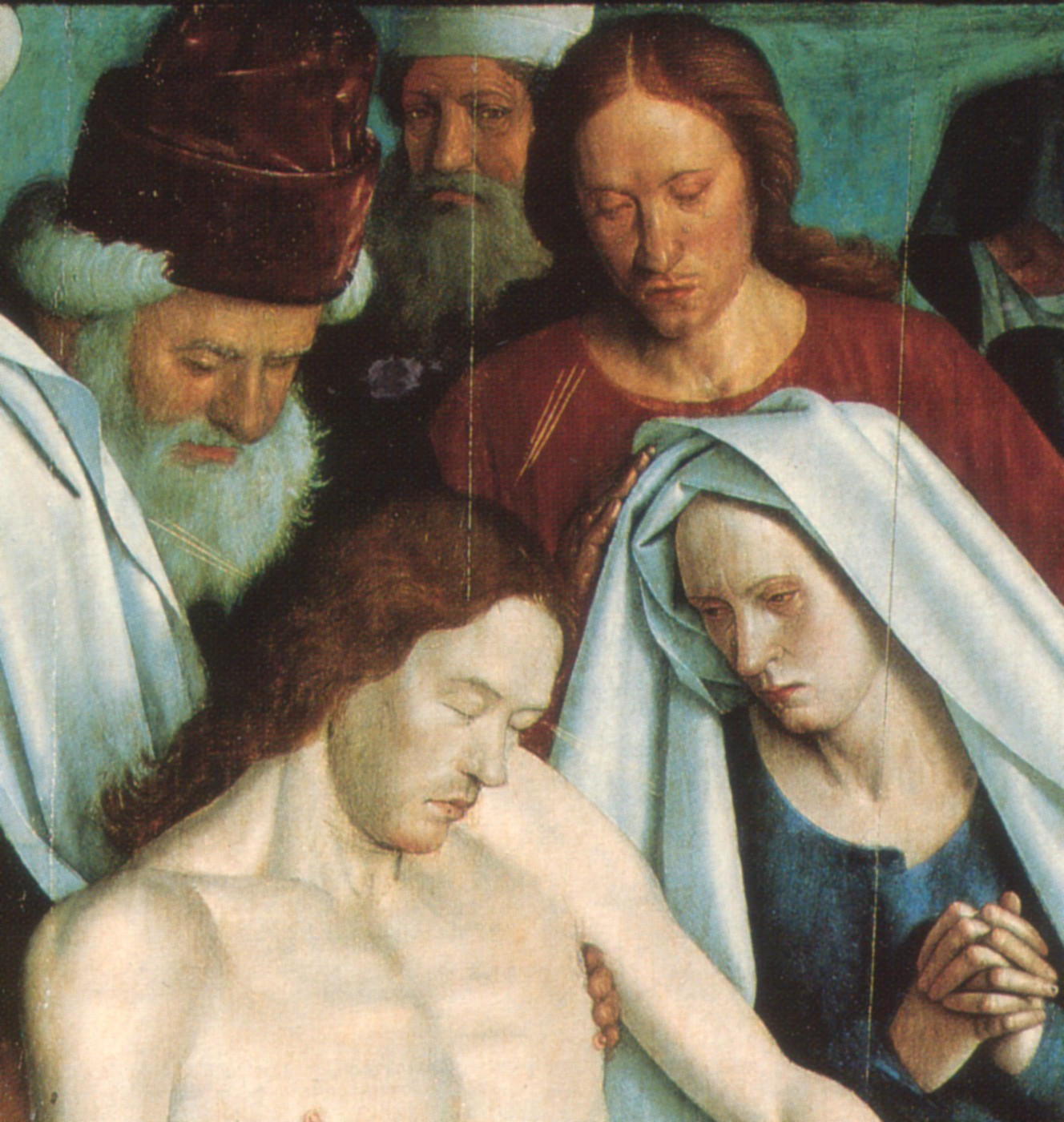
Detail.

Die eigentliche Bildszene, die Beweinungsgruppe, nimmt nur die annähernd quadratische linke Hälfte der Bildtafel ein, während das Stifterporträt als späterer, auftragsbedingter Zusatz erscheint. Das Bild wird als Altarbild konzipiert worden sein. Dafür spricht die Verbindung des Motivs und der originalen Inschrift (vere langores nostros ipse dolores nostros ipse portavit Christus semel pro peccatis nostris mortuus est justus pro injustis) zur Eucharistie.
Die Bewertungen des Andachtsbildes gehen ungewöhnlich weit auseinander – von einer vergleichbaren Bedeutung der Pietà für die französische wie des Genter Altars für die Niederländische Kunst bis hin zum Urteil, Zeichnung und Modellierung seien schwach und von einem Mitarbeiter Fouquets ausgeführt.
1981 wurde das auf neun Nussbaumbrettern gemalte Bild im Louvre gereinigt und restauriert. Dabei wurden auch Infrarot-Aufnahmen gemacht, die Fragen zur technischen Ausführung klären konnten. Auf diese Weise konnten die Zweifel daran beseitigt werden, dass die sehr genaue Vorzeichnung von Fouquet stammt. Zwischen den Extremen einer Frühdatierung des Bildes um 1450 und einer Einordnung in das Spätwerk Fouquets hat sich die frühe Ansetzung weitgehend durchgesetzt.

### Das Stundenbuch des Simon de Varie
|  |  |  |

Stundenbuch des Simon de Varie
Die thronende Maria und Simon de Varie.
Erst 1984 entdeckte L. Marrow ein Stundenbuchfragment in San Francisco mit vier ganzseitige Illustrationen Fouquets, das er mit zwei Miniaturen eines weiteren Fragments in Den Haag in Verbindung bringen konnte.
Der Auftraggeber mit den Initialen T R ist unbekannt, der Zweitbesitzer konnte anhand seines Wappens als der Marschall der königlichen Stallungen, Simon de Varie, identifiziert werden, der von Karl VII. in den Adelsstand erhoben worden war. Er gab um 1455 die sechs von Fouquet stammenden Illustrationen nachträglich im Auftrag und wurde von ihm auf dem Frontispiz in betender Haltung vor Maria kniend wiedergegeben. Fouquet verwendete dafür ein Darstellungsmuster, das er auch im Stundenbuch des Étienne Chevallier benutzt hatte: Der Stifter nimmt eine ganze Seite ein, die thronende Muttergottes ist auf der gegenüberliegenden dargestellt. Dadurch werden die Miniaturen, die von der Raumaufteilung an großformatige Tafelbilder erinnern, zu einem Diptychon verbunden. Mit dem Diptychon von Melun und wahrscheinlich dem Bildnis des Guillaume Juvénal des Ursins sind zwei Tafelbilder Fouquets erhalten, die analog konzipiert sind.
Zwei weitere Miniaturen Fouquets sind Meisterwerke der Heraldik, eine andere ist eine an Ikonen erinnernde Madonnenbüste. Die übrigen 49 erhaltenen Illustrationen stammen von zwei zeitgenössischen Pariser Buchmalern, dem sogenannten Dunois-Meister und dem Meister des Jean Rolin in der Nachfolge des Bedford-Meisters. Ein späterer Besitzer der Handschrift teilte im 17. Jahrhundert die Handschrift in drei Teile.

### Diptychon von Melun
Das Diptychon von Melun ist ein zweiteiliges Tafelbild (Diptychon), das Jean Fouquet um 1456 wiederum für Étienne Chevalier gemalt hat. Der linke Flügel des Andachtsbildes befindet sich heute in der Berliner Gemäldegalerie, der rechte im Königlichen Museum der Schönen Künste in Antwerpen. Früher hing das Diptychon über dem Grab von Étienne Chevaliers Frau Catherine Budé in der Kollegiatkirche Notre-Dame in Melun.
|  |  |

Diptychon von Melun
Linker Flügel: Etienne Chevalier mit dem heiligen Stephanus
(Berliner Gemäldegalerie)
Rechter Flügel: Die thronende Madonna mit dem Christuskind
(Königliches Museum der Schönen Künste, Antwerpen).
Der Auftraggeber kniet auf dem linken Flügel im Gebet neben seinem Namenspatron, dem heiligen Stephanus. Der Name Estienne ist in goldenen Lettern in den Marmorpfeiler hinter dem Kopf des Stifters gemeißelt. Der palastartige Raum ist ganz im Stil der italienischen Renaissance gestaltet, möglicherweise ist er ein Abbild des als besonders prächtig beschriebenen Hauses des Schatzmeisters. Dieser ist in einen reichen, pelzbesetzten roten Mantel gekleidet. Stephanus ist mit seinen Attributen dargestellt: Einem Stein, der ihm bei seinem Martyrium die tödliche, auf dem Bild ebenfalls dargestellte Kopfwunde beigebracht hat, und einem Evangelienbuch, auf dem der Stein ruht. Der Flügel aus Eichenholz hat eine Größe von 93 × 85 cm. Die rechte Gesichtshälfte Étienne Chevaliers und ein großer Teil des Gewandes Stephanus' waren beschädigt und wurden übermalt. Eine grundlegende Restaurierung erfolgte 1983.
Der rechte Flügel stellt eine gänzlich andere, überirdische Sphäre dar, die ganz in den Farben blau-weiß-rot gehalten ist: Die Madonna mit dem Jesuskind thront vor einer Schar roter und blauer Seraphim und Cherubim, die den Herrschersessel tragen. Ihre entblößte linke Brust entspricht zwar dem Motiv der Maria lactans, der nährenden Muttergottes, jedoch säugt Maria das Christuskind auf ihrem Schoß nicht. Dieses weist mit dem linken Zeigefinger auf den Stifter als Zeichen, dass seine Gebete und die Fürsprache Stephanus’ Gehör finden. Der Antwerpener Flügel, wie der Berliner aus Eichenholz, misst 91,8 × 83,3 cm.
Laut einer 1775 datierten Inschrift auf der Rückseite des Bildes und einer Äußerung Denis Godefroys Mitte des 17. Jahrhunderts soll Maria die Züge Agnès Sorels tragen, der 1449 verstorbenen Mätresse König Karls VII. Sie galt ihren Zeitgenossen als „schönste Frau der Welt“ und als so aufreizend gekleidet, dass sich ein Bischof über ihr Décolleté beschwerte, das den Blick bis auf die Brustwarzen freigab. Auch Étienne Chevalier wurde von Agnès kräftig gefördert und soll ihr zugetan gewesen sein. Die Identifizierung der Madonna mit der Mätresse des Königs bestimmt bis heute die Rezeptionsgeschichte des Bildes, obwohl Schaefer 1994 zeigen konnte, dass es sich dabei höchstwahrscheinlich um eine Legende handelt. Stattdessen folge die Darstellung der Madonna einem unpersönlichen Schönheitsideal der Zeit. Weder die Entblößung der Brust noch die mögliche Darstellung der Mätresse des Königs als Muttergottes dürften die Zeitgenossen Fouquets als Blasphemie oder als lasziv empfunden haben. Einerseits war die Maria lactans ein altes Bildmotiv, andererseits galt Agnès als Frau, die sich höchste Verdienste um Frankreich erworben und den König in ähnlicher Weise zum Kampf gegen England bewegt hatte, wie 1429 Johanna von Orléans.
Gemäldetechnische Untersuchungen ergaben, dass sich unter Fouquets Bildnis König Karls VII. ebenfalls eine Madonna befand, die der von Melun gleicht. Claude Schaefer vermutet deshalb, dass Fouquet wegen des königlichen Auftrags die bereits begonnene Arbeit unterbrochen und aufgeschoben habe.
Jahrhundertelang befand sich das Bild in der Kirche Notre Dame in Melun, der Geburtsstadt Étienne Chevaliers südlich von Paris. Es hing über der Grabstätte Étienne Chevaliers sowie dessen vor ihm verstorbener Frau und sollte „auf ewig“ sein Andenken bewahren. Zu diesem Zwecke hatte er das Bild gestiftet und testamentarisch dafür gesorgt, dass jeden Morgen um sechs Uhr eine Seelenmesse für ihn gelesen wurde. Als die Domherren 1775 Geld zur Restaurierung ihrer Kirche benötigten, verkauften sie das Bild entgegen den letztwilligen Bestimmungen des Stifters.
Nach der französischen Revolution tauchten die einzelnen Teile des Diptychons im Kunsthandel auf. Ein Antwerpener Bürgermeister kaufte den rechten Flügel in Paris, seit 1840 hängt er im Koninklijk Museum voor Schone Kunsten in Antwerpen. Der deutsche romantische Dichter Clemens Brentano entdeckte den linken Flügel bei einem Kunsthändler in Basel. Brentano erkannte als erster die Ähnlichkeit zu den Miniaturen des Stundenbuchs des Étienne Chevalier, das sich im Besitz seines Bruders, des Frankfurter Bankiers Georg Brentano, befand und das erst kurz zuvor Fouquet zugeschrieben worden war. 1896 gelangte das Bild in die Berliner Gemäldegalerie.
Das konkrete Wissen um die Zusammengehörigkeit des Berliner und des Antwerpener Bildes war nach dem Verkauf von 1775 verloren gegangen, doch kamen entsprechende Vermutungen wieder auf. Diese wurden 1981 durch Untersuchungen am Holz der Diptychon-Teile bestätigt – zwei Bretter der Berliner und ein Brett der Antwerpener Tafel stammen von derselben Eiche, die um 1446 gefällt wurde.

### Das Selbstbildnis Fouquets
|  |  |

Emaillemedaillons.
 Selbstbildnis Jean Fouquets (Paris, Louvre) und
Einsetzung der Witwenpfleger (ehem. Berlin, Kunstgewerbemuseum, Kriegsverlust).
Ein berühmtes Selbstbildnis Fouquets auf einem Emailmedaillon, das sich heute im Pariser Louvre befindet, ist der seltene Fall eines signierten Selbstporträts eines Künstlers des 15. Jahrhunderts. Wahrscheinlich stammt das Medaillon vom Rahmen des Diptychons. Dies wird auch für eine zweite Emaille aus dem Kunstgewerbemuseum Berlin vermutet, die im Zweiten Weltkrieg verlorenging. Der Historiker Denis Godefroy hatte 1661 das Diptychon, das er noch an seinem originalen Standort in der Stiftskirche sah, genau beschrieben und dabei auch Medaillons im Rahmen erwähnt. Dass es sich bei den beiden Exemplaren in Paris und Berlin um diejenigen aus Melun handelt, gilt als wahrscheinlich, kann aber nicht mit letzter Sicherheit bewiesen werden. Sowohl die Einbeziehung der Medaillons, als auch die Idee, sich selbst mit einem Selbstporträt ein Denkmal zu setzen, ist für französische Maler des 15. Jahrhunderts ungewöhnlich und geht auf Vorbilder der italienischen Renaissance, insbesondere auf Filarete, zurück. Der Durchmesser des runden Selbstporträts Fouquets beträgt 6,8 cm, das Medaillon in Berlin hatte einen Durchmesser von 7,5 cm.

### Grandes Chroniques de France

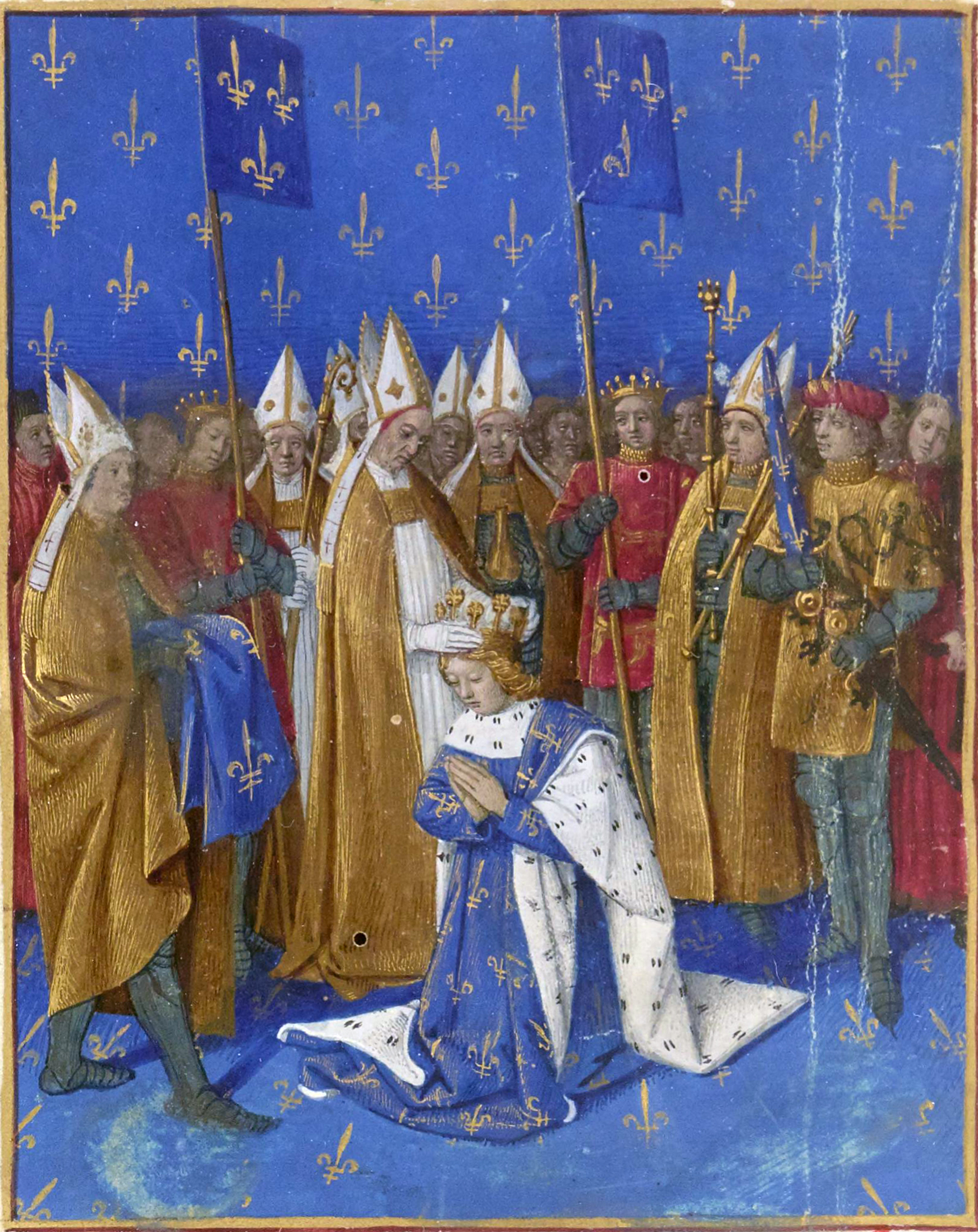
Krönung Karls VI. (fol. 457v).

Unter der Signatur Bibliothèque nationale de France, Manuscrit français 6465, befindet sich eine Handschrift der Grandes Chroniques de France, die Fouquet um 1459 mit 51 Miniaturen illustrierte.
Der große, in schweres Maroquinleder gebundene Folioband umfasst heute noch 457 Pergamentblätter im Format 46 × 35 cm. Drei Blätter der ursprünglichen Handschrift fehlen, darunter auch das erste Blatt. Der Text der Chronik stammt von zwei verschiedenen Schreibern, die ersten 240 Blätter wurden wahrscheinlich im ersten Drittel des 15. Jahrhunderts geschrieben, der Rest um 1460. Im zweiten Teil der Handschrift ist der im Text ausgesparte Freiraum, in den Fouquet seine Miniaturen einfügte, nicht mehr quadratisch, sondern hochrechteckig. Die Initialen wurden bis fol. 119v in der Zeit um 1410 bis 1430 ausgeführt, später wurde der Rest nachgetragen.
Acht Miniaturen stellen den Besuch des deutschen Kaisers Karl IV. von Luxemburg bei seinem Neffen, König Karl V. von Frankreich dar. 22 Bilder zeigen detaillierte Stadtansichten: 16 Mal ist Paris und die Île-de-France dargestellt, zweimal lässt sich Tours identifizieren, je einmal Rom, Melun, Gisors und Châteauneuf-de-Randon.

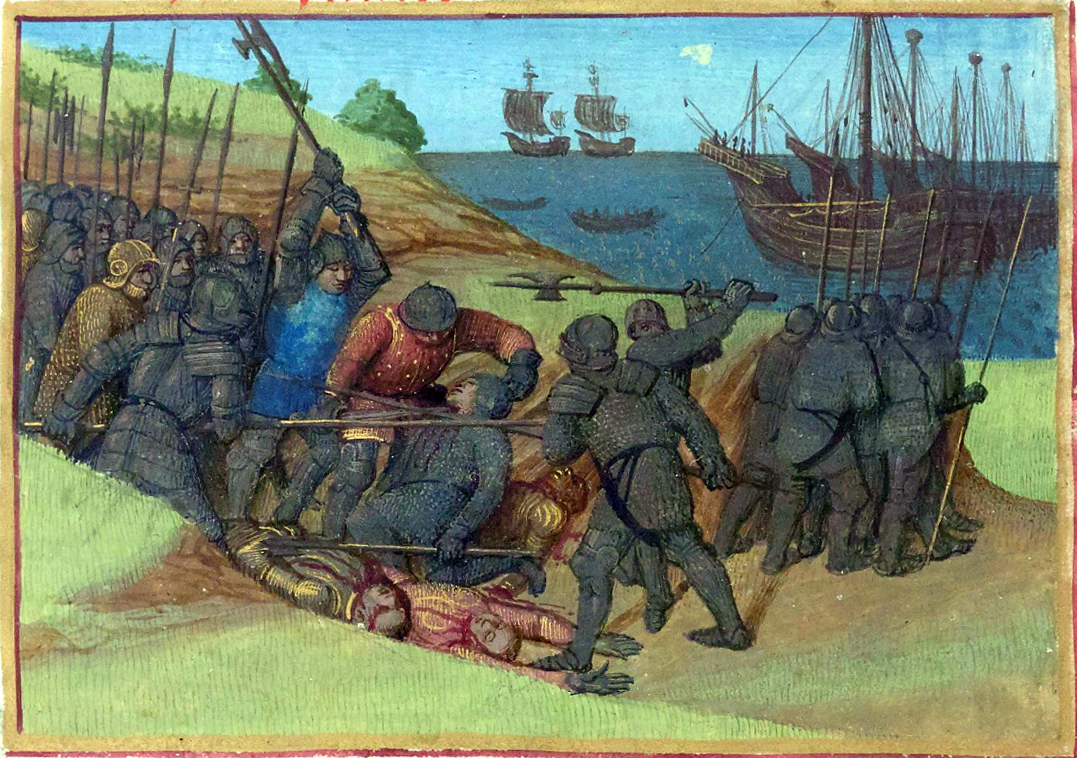
Schlacht zwischen Franken und Dänen im Jahr 515 (fol. 12v)

Da der Handschrift das erste Blatt fehlt, sind keine direkten Hinweise auf die Entstehungsbedingungen und den Auftraggeber oder frühe Besitzer überliefert. Da der Text der Verherrlichung des Königshauses diente, wird der Auftrag für das repräsentative Manuskript aus dem Umfeld des Königs Karl VII., wahrscheinlich von diesem selbst gekommen sein. Fouquet stellte denn auch das Schaugepränge des französischen Königshauses in den Mittelpunkt. Ein Großteil der Bilder stellt feierliche Einzüge, Bankette, Krönungen und Trauerfeierlichkeiten dar, daneben gibt es eine beträchtliche Anzahl von Schlachtenszenen. Der königlichen Aufgabe angemessen, führte Fouquet die meisten Miniaturen eigenhändig aus und überließ die Arbeit nicht den Mitarbeitern seiner Werkstatt, so dass das Werk zu den herausragenden Buchillustrationen zählt. Besonders die minutiöse Detailgenauigkeit, meisterhafte Lichteffekte und die Hintergrundgestaltung mit genau abgebildeten Stadtlandschaften machen die Darstellungen trotz der beschränkten Thematik lebendig. Das auf fast allen Miniaturen dominierende Azurblau mit zahlreichen Goldhöhungen ist als heraldisches Symbol der französischen Monarchie zu verstehen.
Aus stilistischen Gründen werden die Bilder der Handschrift in die Nähe des ebenfalls von Fouquet illuminierten Münchener Boccaccio gestellt, der kurz nach 1458 illustriert worden sein muss. Einiges spricht dafür, dass sich eine Rechnung König Karls VII. für den Schreiber und Chronisten Noël de Fribois für Arbeiten an einem Exemplar der Grandes Chroniques de Frances im August und September des Jahres 1459 auf die Handschrift fr. 6465 bezieht.
Zahlreiche Randnotizen aus dem 16. oder 17. Jahrhundert zeugen davon, dass die Handschrift intensiv gelesen wurde, genauere Hinweise über ihr Schicksal gibt es indessen nicht. Selbst über den Erwerb des bedeutenden Manuskripts durch die Bibliothèque nationale ist nichts bekannt, weder ein Eingangsdatum, noch ein Vorbesitzer sind verzeichnet. Die Stempel der Nationalbibliothek weisen darauf hin, dass die Handschrift zwischen 1815 und 1830 erstmals dort registriert wurde – der Erwerb könnte zu dieser Zeit allerdings bereits etliche Jahre zurückgelegen haben.

### Der Münchner Boccaccio

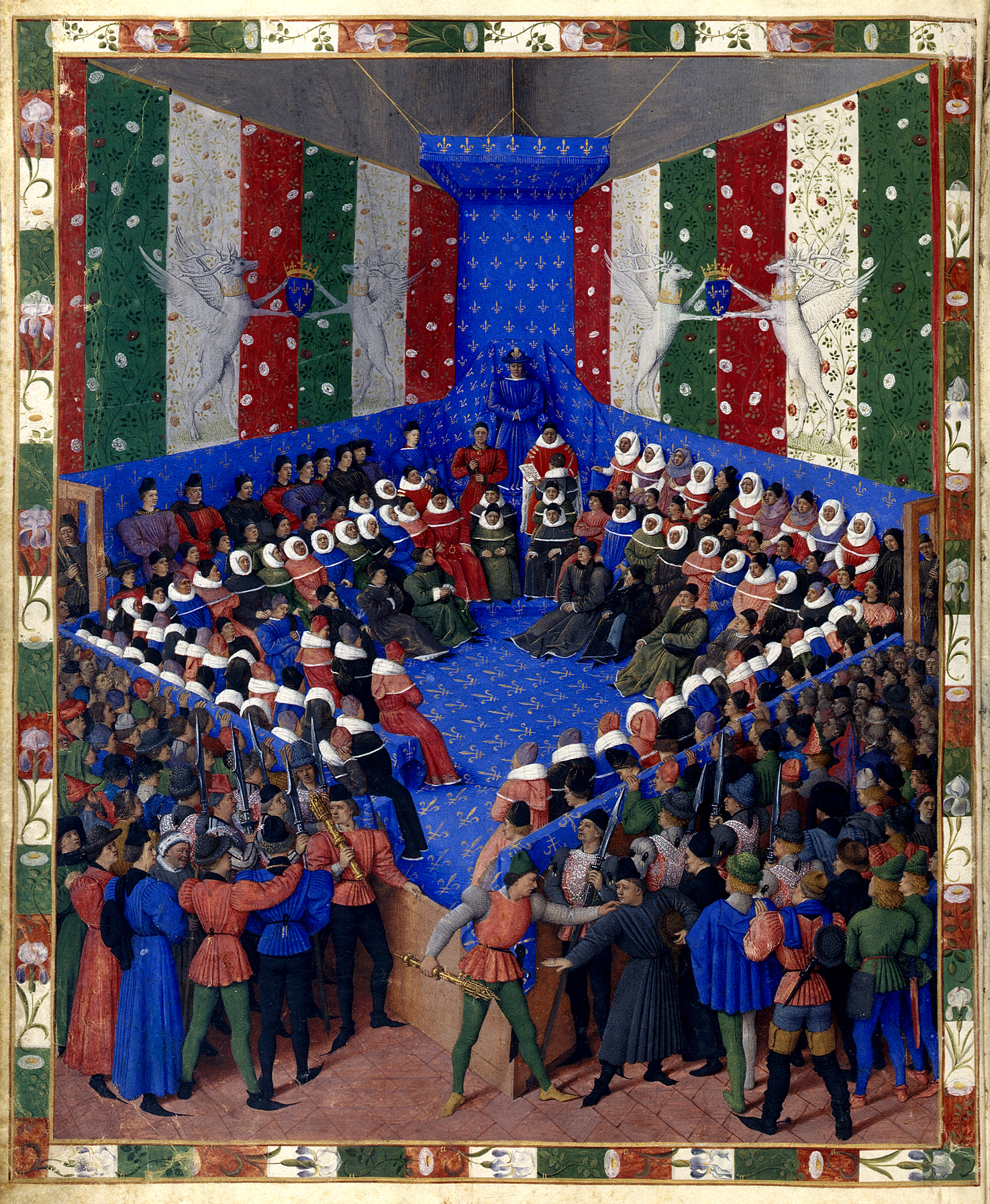
Lit de justice von Vendôme (fol. 2v).

Über die Umstände der Entstehung des berühmten sogenannten Münchner Boccaccio sind wir ungewöhnlich gut informiert. Laurent Gyrard, ein Schwager Étienne Chevaliers, ließ Des Cas des Malheureux Nobles Hommes et Femmes von dem Pfarrer Pierre Favre in Aubervilliers bei Paris kopieren, der im Kolophon den 24. November 1458 als Tag der Fertigstellung des Manuskripts angibt. Bei dem Text handelt es sich um eine Übersetzung von Boccaccios De casibus illustrium virorum et mulierum durch Laurent de Premierfait. Dieses ursprünglich in lateinischer Sprache geschriebene anekdotische Geschichtsbuch um das Rad der Fortuna gehörte in verschiedenen Übersetzungen seit Beginn des 15. Jahrhunderts zu den populärsten Büchern des europäischen Adels.
Fouquets ikonographischer Plan weicht von allen anderen 24 illustrierten Codices des Textes ab, die Gewichtung der Illustrationen liegt ganz auf der Gegenwart und der neueren Geschichte. Dieses spezielle Interesse kommt besonders in der Frontispizminiatur zum Ausdruck, die ein Geschehen im Sommer 1458 illustriert: Kurz nach seiner Zeugenaussage bei der Rehabilitierung Jeanne d’Arcs wurde Herzog Johann II. von Alençon zu einer Haftstrafe auf Schloss Loches verurteilt und verlor den Posten des lietenant général an jenen Herzog Ludwig von Bourbon, der König Karl VII. und dem Parlement, dem höchsten Gerichtshof, für die Sitzung (Lit de justice) sein Schloss in Vendôme zur Verfügung gestellt hatte. Dieser politische Prozess hatte für den hohen Adel Frankreichs besondere Bedeutung und die Illustrierung wurde vom Auftraggeber Gyrard als aktuelles Dokument bei Fouquet bestellt.
Man vermutet, dass es sich bei der Figur am rechten Bildrand, die in der Verlängerung des Türrahmens den Betrachter anschaut, um ein Selbstbildnis Fouquets handelt. Die ungewöhnliche Perspektivlösung des Gerichtssaales, die lebendig porträtierten Figuren der Zeitgeschichte und der Einfallsreichtum, der bis in das kleinste Detail reicht, machen die Miniatur zu einem der bemerkenswertesten Historienbild der Buchmalerei überhaupt.
Ein beträchtlicher Teil der Miniaturen stammt nicht von Fouquet selbst, sondern von talentierten Mitarbeitern seiner Werkstatt. Einer von ihnen trägt nach dieser Handschrift den Notnamen Meister des Münchner Boccaccio und ist in späteren illustrierten Handschriften mehrfach nachweisbar. Möglicherweise handelt es sich bei diesem Künstler um einen Sohn Jean Fouquets, Louis oder François.

## Am Hof Ludwigs XI.
Ludwig XI., erklärter Gegner seines Vaters, hatte ein gänzlich anderes Verhältnis zur Kunst als Karl, für ihn stand sie ganz im Dienst der politischen Zwecke. Während Ludwig die meisten Vertrauten Karls sofort nach dessen Tod 1461 absetzte, blieben Étienne Chevalier und Guillaume Jouvenel im Amt, so dass wohl auch Fouquets Stellung nicht allzu sehr erschüttert worden ist. Nur vermuten lässt sich, dass er allmählich eine größere Werkstatt aufbaute, an der auch seine Söhne mitgearbeitet haben könnten. Jacob Litemont besetzte weiterhin den Rang des Hofmalers, doch 1475 – gegen Ende seines Lebens – wird Fouquet schließlich in einer Rechnung als peintre du Roy bezeichnet. Gleichwohl ist kein großformatiges Bildnis des Königs erhalten, das von der Hand Fouquets stammt.

### Das Bildnis des Guillaume Juvénal des Ursins
|  |  |

Bildnis des Guillaume Juvénal des Ursins (Paris, Louvre)
und Vorstudie (Berlin, Kupferstichkabinett).
Guillaume Juvénal des Ursins, Kanzler unter Karl VII. und nach kurzer Amtsenthebung auch unter Ludwig XI., beauftragte Fouquet mit einem Bild, von dem nur der linke Teil erhalten ist. Juvénal des Ursins galt als einer der größten Wohltäter der Kathedrale von Tours, möglicherweise sollte das Bild dort über seinem Grab hängen. In mancher Hinsicht ist es dem Diptychon von Melun vergleichbar und gehörte wie dieses ursprünglich zu einem Diptychon oder – weniger wahrscheinlich – zu einem Triptychon. Es ist wahrscheinlich, dass er das Bild Étienne Chevaliers kannte, da beide zur gleichen Gruppe des Amtsadels am königlichen Hof gehörten und in den gleichen frühhumanistischen Kreisen verkehrten. Eine holzbiologische Untersuchung der Eichenbretter bestimmte als Fälldatum das Jahr 1460, so dass die Bemalung der Tafel um 1465 oder kurz danach wahrscheinlich ist.
Das Bild stellt den etwa sechzigjährigen betenden Stifter in Dreiviertelansicht in einem roten Gewand dar, wie es König Karl VII. auf dessen Porträt trägt. Der Kanzler hält seine Andacht eher stolz denn demütig in einem repräsentativen goldgetäfelten Raum. Eine Geldtasche am Gürtel erhöht den Eindruck der Pracht, die Juvénal des Ursins umgibt. Auf den beiden reich verzierten antikisierenden Pilastern der Täfelung tragen als Kapitelle ausgearbeitete Bären, die Wappentiere der Juvénal-Familie, den Wappenschild. Das Kissen, das vor dem Stifter ein Missale oder Stundenbuch trägt, zeigt die Farben seiner Familie: Gold, Weiß und Rot.
Max J. Friedländer entdeckte 1910 eine Kreideskizze Fouquets im Berliner Kupferstichkabinett, die eine unmittelbare Vorstudie zu dem Bildnis war, auch wenn sie nicht unverändert in das Bildnis übertragen wurde.

### Illustrationen der Jüdischen Altertümer des Flavius Josephus

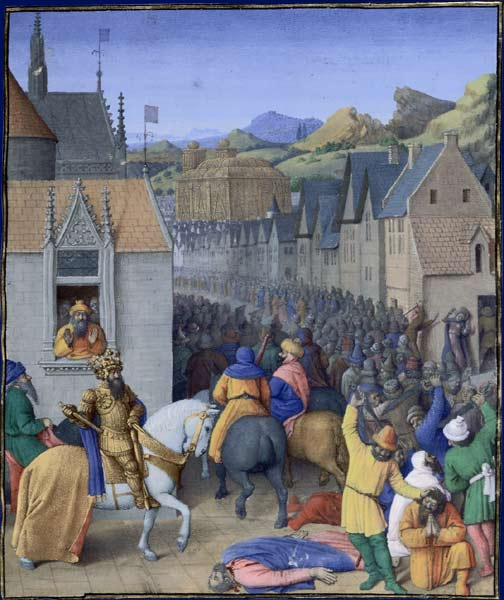
Einzug Antiochus’ in Jerusalem (fol. 248).

Die Antiquités judaïques des Flavius Josephus fehlten in kaum einer französischen Bibliothek des Hochadels. Eine solche Handschrift war auch für den Duc Jean de Berry hergestellt worden, die Illustrierung durch den Josephus-Meister aber nach dem Tod des Herzogs 1416 nach nur drei vollendeten Miniaturen abgebrochen worden. 1465 besuchte der Erbe des Manuskripts, Jacques d’Armagnac-Nemours, Tours und wird Fouquet dabei den Auftrag für die Vollendung der Repräsentationshandschrift gegeben haben. Er fügte elf großformatige, monumentale Miniaturen hinzu, die jeweils über 20 cm hoch und 17–18 cm breit sind.

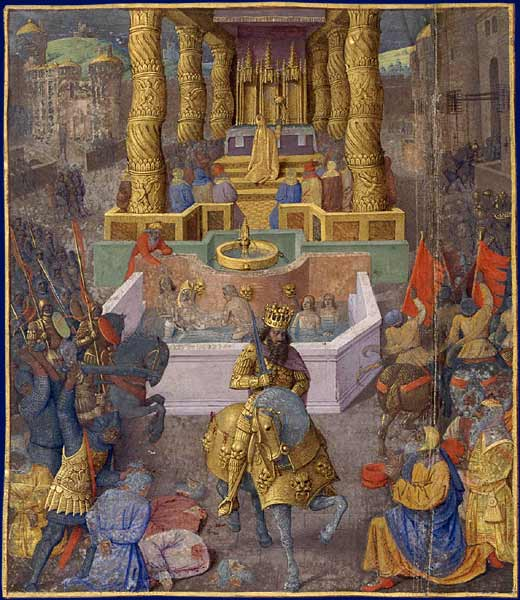
Untaten des Herodes (fol. IV).

Auch bei den Illustrationen der Jüdischen Altertümer verbindet Fouquet historische Details mit modernen Erscheinungen. So stellt er den Bau des Tempels von Jerusalem als zeitgenössische Architektur im Stil des spätgotischen Flamboyant dar, für den die zu dieser Zeit noch turmlose Kathedrale seiner Heimatstadt ein besonders eindrucksvolles Beispiel ist. Gleichzeitig liegt der Illustration eine genaue Lektüre des Textes zugrunde, so stimmen die Proportionen und die goldene Fassade des Tempels genau mit der Beschreibung überein. Aus Einzelheiten des Bildes lassen sich Erkenntnisse über die Arbeitsweise der Werkstatt Fouquets gewinnen, die nicht von der gängigen Praxis mittelalterlicher Illustrationswerkstätte abweicht: Die Figuren im Vordergrund sind verglichen mit anderen Arbeiten Fouquets wenig qualitätsvoll und lassen den Schluss zu, dass der Meister das Bild zwar konzipiert und vorgezeichnet hat, die Ausarbeitung aber zumindest teilweise durch Mitarbeiter geschah. Dieses in vielen Arbeiten wiederkehrende Phänomen erschwert eine exakte Zuschreibung und Händescheidung häufig sehr. Auffällig ist in allen Miniaturen der Handschrift die zeituntypische völlige Abwesenheit antijüdischer Tendenzen im Bildprogramm, die sich bei der Darstellung dieses Themenkreises angeboten hätte.
Um 1500/03 machte François Robertet, Sekretär des Herzogs Pierre II. de Bourbon, einen Kolophon-Eintrag, der Fouquet als Illustrator der Handschrift ausweist und ein Ausgangspunkt der Fouquet-Forschung ist: En ce livre a douze ystoires, les trois premières de l'enlumineur du duc Jehan de Berry et les neuf de la main du bon paintre et enlumineur du roi Louis XI, Jehan Foucquet, natif de Tours.

### Stundenbuch des Jean Robertet

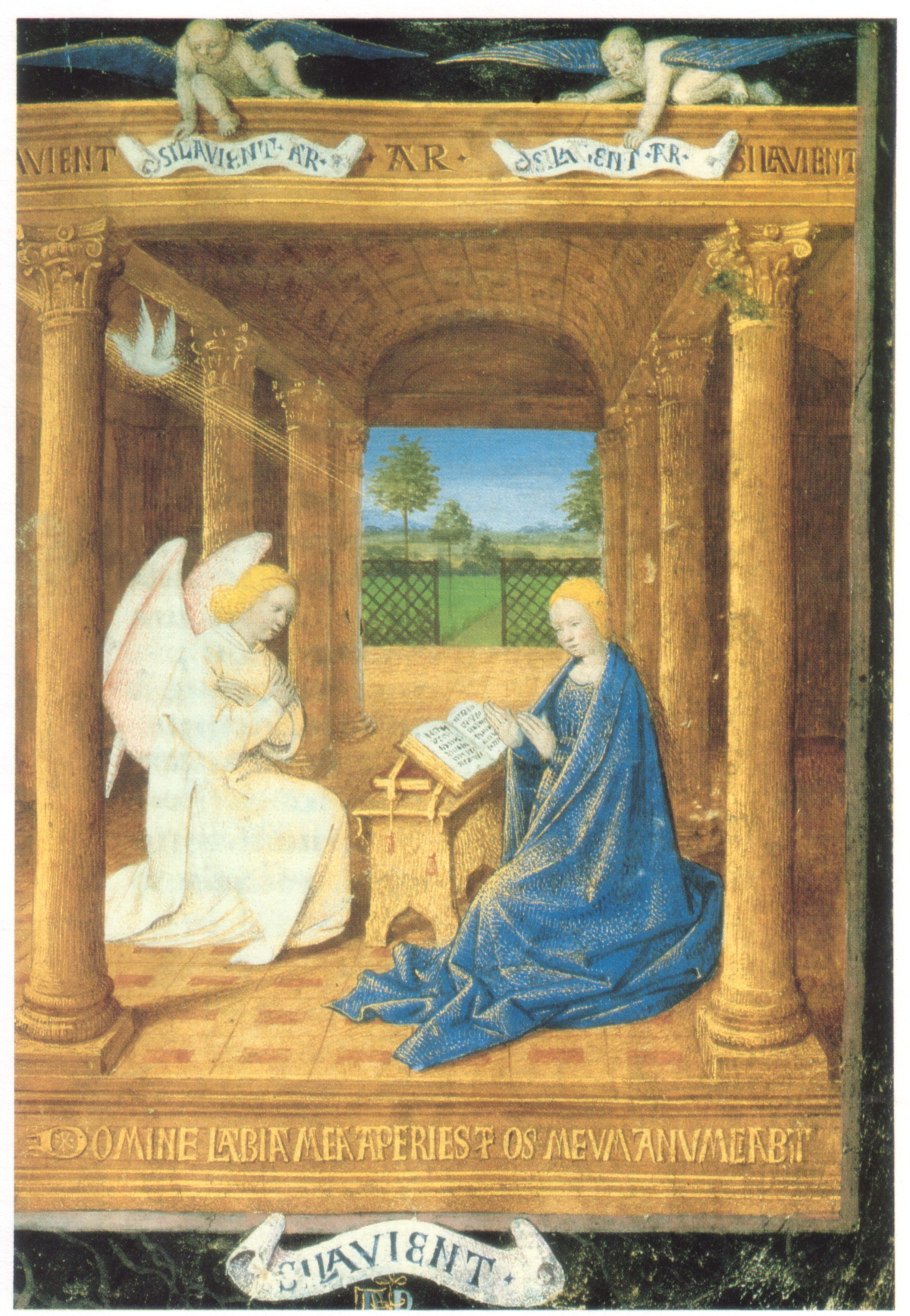
Verkündigungsszene (fol. 29).

Das sogenannte Stundenbuch des Jean Robertet gliedert sich in zwei Teile, die in zeitlichem Abstand für zwei verschiedene Auftraggeber entstanden. Nur die Miniaturen des ersten Teils der Handschrift stammen von Jean Fouquet bzw. aus dessen Werkstatt, die des zweiten von Jean Colombe. Der erste Teil weist in den Illustrationen die Initialen A R und den Wahlspruch S’il avient auf, so dass dieser Auftraggeber mit dem Hofbeamten Antoine Raguier identisch sein könnte. In diesem Fall könnte die Arbeit durch den Tod des Auftraggebers 1468 unterbrochen worden sein. Der zweite Teil mit den Initialen R L und dem Motto Chaste vie loue bezieht sich eindeutig auf Louise Chauvet, die Gattin des Jean Robertet, deren Sohn François die berühmte Notiz über Fouquet in die Handschrift der Jüdischen Altertümer eintrug.

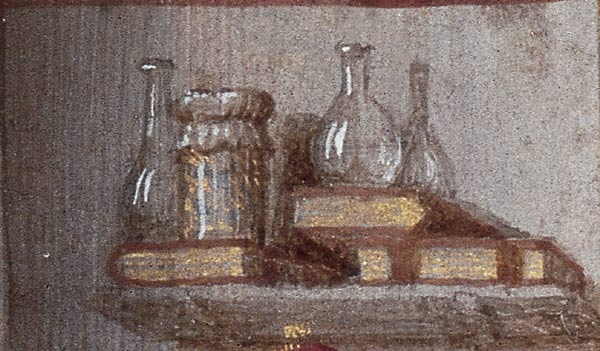
Detail des Lukasbildes (fol. 15)

Das kleinformatige Stundenbuch von lediglich 10,8 × 8,9 cm zwang Fouquet zur Vereinfachung der Kompositionen. Größere Figurengruppen und komplexe Szenen finden sich deshalb nur andeutungsweise. Einigkeit herrscht darüber, dass die Verkündigungsszene als Hauptbild des Marienoffiziums vollständig von Fouquet selbst ausgeführt wurde. Maria und der Engel sind in einem offenen Renaissanceraum dargestellt, der nach den Gesetzen der Linearperspektive konstruiert ist.
Bemerkenswert sind die auf dem winzigen Raum ausgeführten Hintergründe: Mit großer Virtuosität malte Fouquet eine Miniaturlandschaft in der Verkündigungsszene oder eine noch kleinteiligere Glasstudie im Stil der flämischen Maler auf einer Darstellung des Evangelisten Lukas.

### Die Statuten des St. Michael-Ordens
|  |  |

Am 1. August 1469 gründete Ludwig der XI. den Ordre de Saint-Michel. Die Statuten des neuen Ritterordens wurden für die ersten fünfzehn ernannten Mitglieder illuminiert, das Exemplar, dessen Titelminiatur von Fouquet stammt, wird für den König bestimmt gewesen sein.
Dafür spricht bereits die außergewöhnlich aufwändige Ausführung des Textes in goldfarbener Tinte.
Dargestellt ist eine fiktive Sitzung des Ordens, denn Ludwig XI. hat eine solche niemals einberufen. In der Mitte sitzt der König, umgeben von den dem Hofadel entstammenden Ordensrittern. Die sehr genau ausgeführten Darstellungen erlauben die Identifizierung mehrerer Personen, darunter auch Auftraggeber Fouquets wie François Robertet, Charles de France und Jean Bourré. Fouquet ordnete die Köpfe der Ordensritter so auf einer Linie an, dass diese das quadratische Bild auf Höhe des Goldenen Schnitts teilt. Das Bild ist völlig von Weiß und Gold dominiert, Blau und Rot setzen Akzente. Dadurch erhält es einen monumentalen Charakter.
Die im Hintergrund sichtbare Wappentafel, auf der Michael im Kampf mit dem Drachen abgebildet ist, könnte tatsächlich in dieser Form existiert haben und von Fouquet gestaltet worden sein. Unter der Miniatur befindet sich das königliche Wappen, umrahmt von zwei Engeln, die die sehr genau wiedergegebene Ordenskette halten.

## Gestaltungsprinzipien
Fouquets Kunst hat nichts mehr mit dem linearen Stil der Hochgotik zu tun, nichts mit deren kaum modellierten Körpern und ihrer eingeschränkten Farbgebung. Auch die Bedeutungsperspektive spielt für ihn keine Rolle mehr, die stilisierten Hintergründe sind einer naturalistischen Beobachtung gewichen. Der Realismus kommt besonders in der Porträtkunst zum Tragen, die Fouquet selbst in kleinformatigen Buchmalereien beherrschte. Die Bedeutung Jean Fouquets liegt in der kreativen Verbindung der französischen Maltradition mit Einflüssen des als ars nova empfundenen niederländischen Realismus etwa Jan van Eycks und der italienischen Frührenaissance, die er bei Fra Angelico, Filarete und andere Künstlern des Quattrocento kennengelernt hatte.

### Perspektive, Lichtführung und geometrische Bildkonstruktion
|  |  |

Zentral- und Zwei-Fluchtpunktperspektive im Stundenbuch des Étienne Chevalier und in den Antiquités judaïques (fol. 163).
|  |  |

Beispiele für die Verwendung der atmosphärischen Perspektive, links verbunden mit der Zentralperspektive. (Antiquités judaïques, fol. 89 und 135v)
Fouquet setzte sich intensiv mit den Prinzipien der Zentralperspektive auseinander, die er in Italien studiert hatte. Auch die vor allem bei den flämischen Malern perfektionierte Zwei-Fluchtpunktperspektive findet bei ihm Anwendung.
Diese geometrischen Konstruktionsprinzipien wandte Fouquet allerdings nicht konsequent an und verband sie mit der in den Niederlanden entwickelten atmosphärischen Perspektive. Die Luftperspektive erzeugt dadurch einen Tiefeneindruck, dass die Kontraste von vorne nach hinten abnehmen und die Helligkeit zunimmt. Die Farbperspektive sorgt für einen Tiefeneindruck, indem im Vorder-, Mittel- und Hintergrund unterschiedliche Farbtöne dominant eingesetzt werden. Im Vordergrund dominieren warme Farben, im Mittelgrund und im Hintergrund Grün- und Blautöne. Die Luftperspektive ist Teil der virtuosen Lichtführung, die Kenntnisse der Kunst der südlichen Niederlande voraussetzt. Die Beherrschung von Lichterscheinungen kommt auch in der Darstellung etwa von Spiegelungen auf der Wasseroberfläche zum Ausdruck.
Ungewöhnlich und für Fouquet besonders charakteristisch ist die Verwendung der Fischaugenprojektion oder sphärische Perspektive, bei der gerade Linien gekrümmt dargestellt werden. Dadurch erreicht Fouquet eine besondere Lebendigkeit bewegter Szenen. Dieses Muster benutzte Fouquet vor allem bei Herrschereinzügen in den Chroniques de France und bei Simultandarstellungen einer Handlungskette innerhalb eines Bildes. Das beste Beispiel dafür ist die Miniatur auf Folio 442 der Grandes Chroniques. Dabei fällt auf, dass Fouquet die gekrümmten Linien der Pflastersteine nicht mit dem Zirkel konstruiert, sondern freihändig gezeichnet hat. Als anregendes Hilfsmittel könnte Fouquet mit einem Konvexspiegel experimentiert haben.
|  |  |

|  |  |  |

Beispiele für die Verwendung des Goldenen Schnitts in Fouquets Bildern. Karl IV. und sein Sohn Wenzel werden in Paris empfangen (Grandes Chroniques de France, fol. 442v); Kreuzigungsszene (Stundenbuch des Étienne Chevalier); Bildnis des Narren Gonella
Auch wenn keine Dokumente über Fouquets kunsttheoretische Überlegungen existieren, ist es doch sicher, dass Fouquet den Goldenen Schnitt bewusst bei der Bildkonstruktion einsetzte. Die stetige Teilung von Flächen oder Strecken im Verhältnis 1,618:1 war ein traditionelles Ordnungsprinzip, das in der gotischen Kunst vielfach Anwendung fand, in der Renaissance aber neue Aktualität gewann. Dieses Prinzip organisiert beispielsweise fast systematisch die Bildflächen in den Grandes Chroniques de France. Den Gebrauch des Goldenen Schnitts im Nachhinein zu beweisen, ist ausgesprochen schwierig, die Entdeckung eines Einstechlochs des Zirkels auf Folio 441 der Grandes Chroniques an exakt der vorhersagbaren Stelle lässt jedoch keinen Zweifel an der Bildkonstruktion mittels Goldenem Schnitt zu.
Der Goldene Schnitt wurde von Fouquet jedoch nicht starr und durchgehend verwendet, sondern als eines von mehreren Hilfsmitteln zur Bildgestaltung. In vielen Kompositionen ist kein geometrisches Ordnungsprinzip zu erkennen, einige folgen aber auch einfacheren, überkommenen Gestaltungsmustern.

### Antiquarische Genauigkeit und dokumentarische Beobachtungsgabe

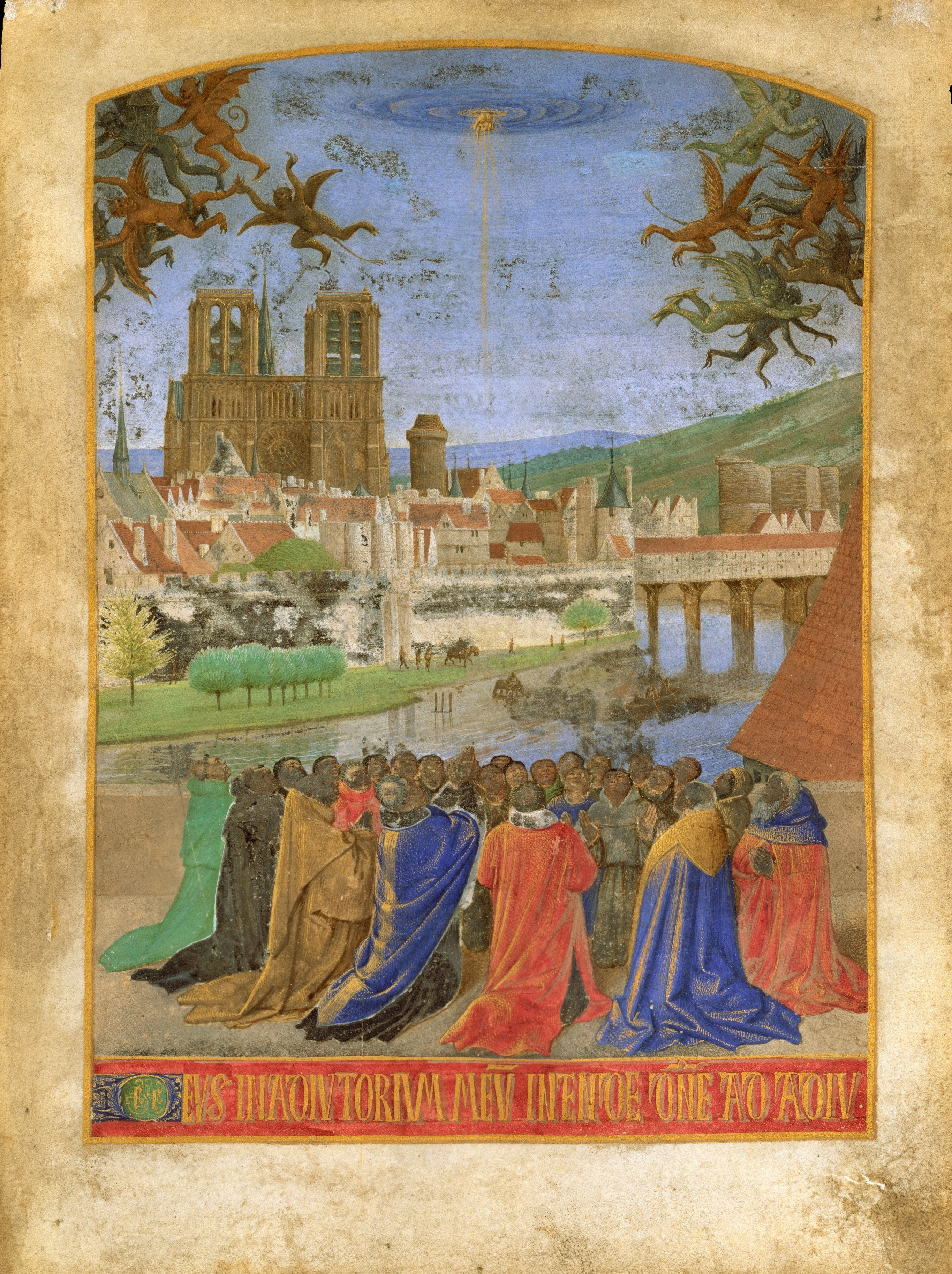
Stadtansicht von Paris. Hintergrunddetail einer Miniatur des Stundenbuchs des Étienne Chevalier.

Fouquet ließ besonders in seine Miniaturen eine Fülle von Details aus der Geschichte sowie aus seiner unmittelbaren Umgebung einfließen. Während Künstler früherer Generationen fast immer allgemein typische architektonische Hintergründe malten, dokumentierte Fouquet besonders die Städte Paris und Tours bis ins letzte Detail genau.

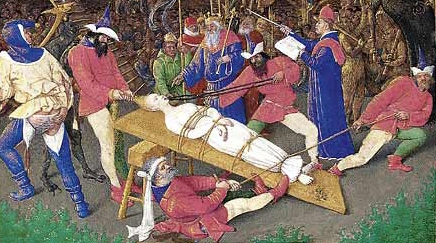
Detail einer Miniatur des Stundenbuchs des Étienne Chevalier.

Bei religiösen und historischen Texten, die Fouquet in besonders großer Zahl illustrierte, fällt die genaue Lektüre der Texte auf, die häufig noch durch weitere Quellen ergänzt wurden, so dass Details der Darstellungen über den Inhalt der zu illustrierenden Textstelle hinausgehen können. Auf diese Weise erfand Fouquet ungewöhnlich kreative Bildmotive, die im Gegensatz zur Praxis der meisten mittelalterlichen Künstler in relativ geringem Maße auf überkommene ikonographische Muster zurückgreifen.

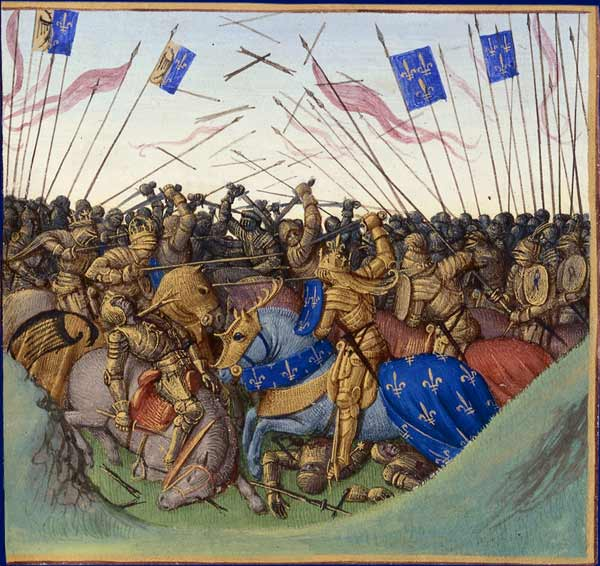
Schlachtenszene aus den Grandes Chroniques de France, fol. 140.

Fouquet bemühte sich erfolgreich, ein neues Ordnungsprinzip in die Malerei einzuführen, das besonders in Massenszenen Dynamik und Ruhe miteinander verbindet. Besonders in vielfigurigen Schlachtenszenen überwand er das gewohnte additive Verfahren und setzte stattdessen sehr bewegte Figuren ein, die den Bildrand auch überschneiden können und eine einheitliche Zentralperspektive vermeiden. Neue Motive sind unter anderem der gestürzte Reiter, Pferdestudien oder das Clipeus-Motiv.

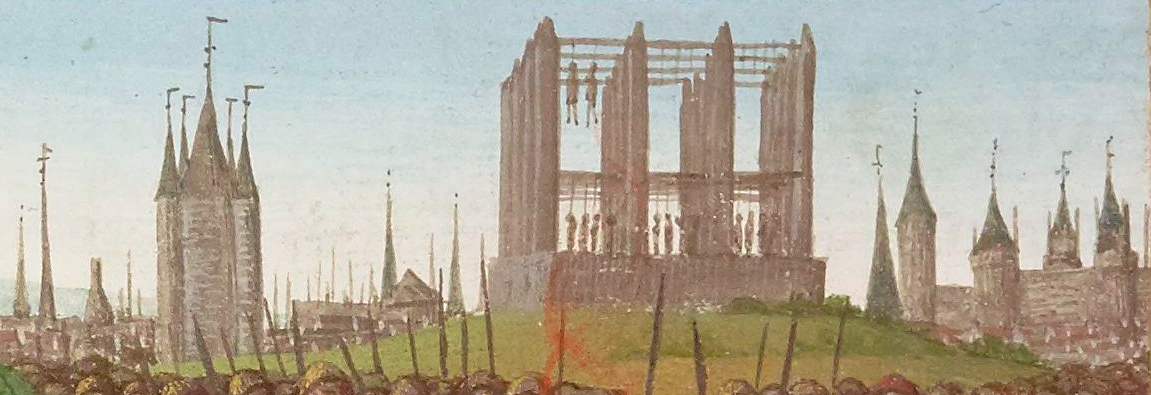
Hintergrunddetail einer Miniatur der Grandes Chroniques de France, fol. 236.

Ausdruck von Fouquets großer Beobachtungsgabe sind auch die Personendarstellungen. Sowohl seine Porträts als auch Gruppen- und Massenszenen sind von großer Lebendigkeit. Dabei fällt auf, dass Fouquet großformatige Tafelbilder und kleine Miniaturen nur wenig unterschiedlich behandelt. Besondere Aufmerksamkeit widmete Fouquet der Darstellung von Pferden, die sich allerdings sehr oft wiederholt, was auf die Benutzung von Musterbüchern hinweist, die Fouquet sicher nach eigenem Naturstudium angelegt hatte.
Fouquets Rolle als Dokumentar seiner Zeit wird in den Darstellungen aktueller Ereignisse vollends deutlich. Auf der berühmten Miniatur mit der Versammlung der Lit de justice de Vendôme im Münchner Boccaccio (Abbildung siehe oben) sind nicht nur zahlreiche Teilnehmer durch die Qualität der Porträts zu identifizieren. Eine der Figuren – die einzige, die den Betrachter anschaut – gilt als Selbstbildnis Fouquets und verleiht der Darstellung damit Authentizität. Tatsächlich muss Fouquet bei dem Prozess anwesend gewesen sein. In den Grandes Chroniques de France bildet Fouquet detailgenau und lebendig mehrere königliche Einzüge ab, deren Zeuge er fraglos war.

### Kunst der Erzählung

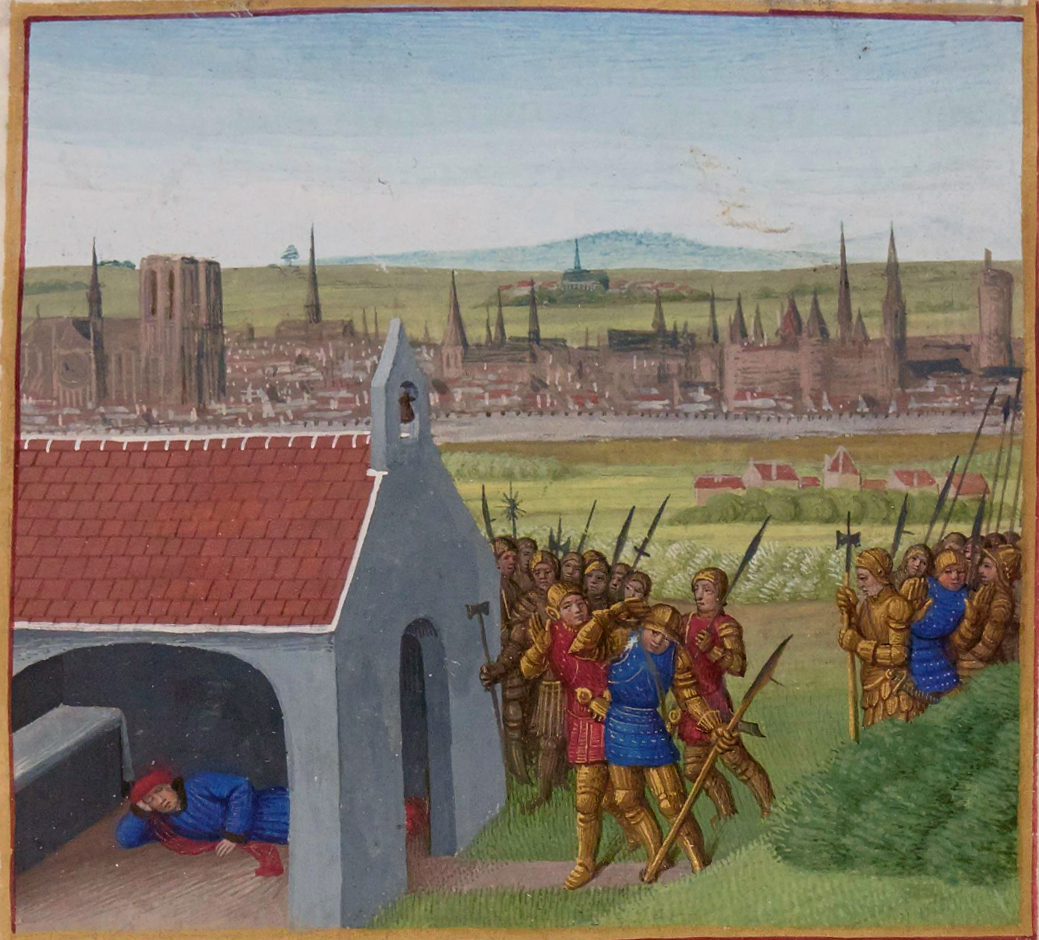
Traum des Dagobert. Im Hintergrund eine genaue Darstellung der Stadt Paris (Grandes Chroniques de France, fol. 57).

Bei seinen Buchmalereien fügte Fouquet häufig kleine in größere Bilder so ein, dass diese als Bildobjekte vollkommen in das Geschehen integriert sind. Ebenso werden Textanfänge oft als Schrifttafeln zu Teilen der Bildrealität. So bilden Haupt- und Nebenszene sowie der Textanfang ein Gesamtbild.
Besonders häufig benutzte Fouquet die Form der Simultandarstellung, die ein Geschehen in mehreren Phasen in Szene setzt. Oft ist der Blick dabei in Gebäude frei, die Fouquet dem Betrachter offen darstellt. Zeitgenössische Mysterienspiele können einen wichtigen Einfluss auf die erzählerischen Bildkompositionen Fouquets ausgeübt haben, die sich naturgemäß kaum zuverlässig belegen lassen.

## Rezeption

### Umstrittene und verlorene Werke

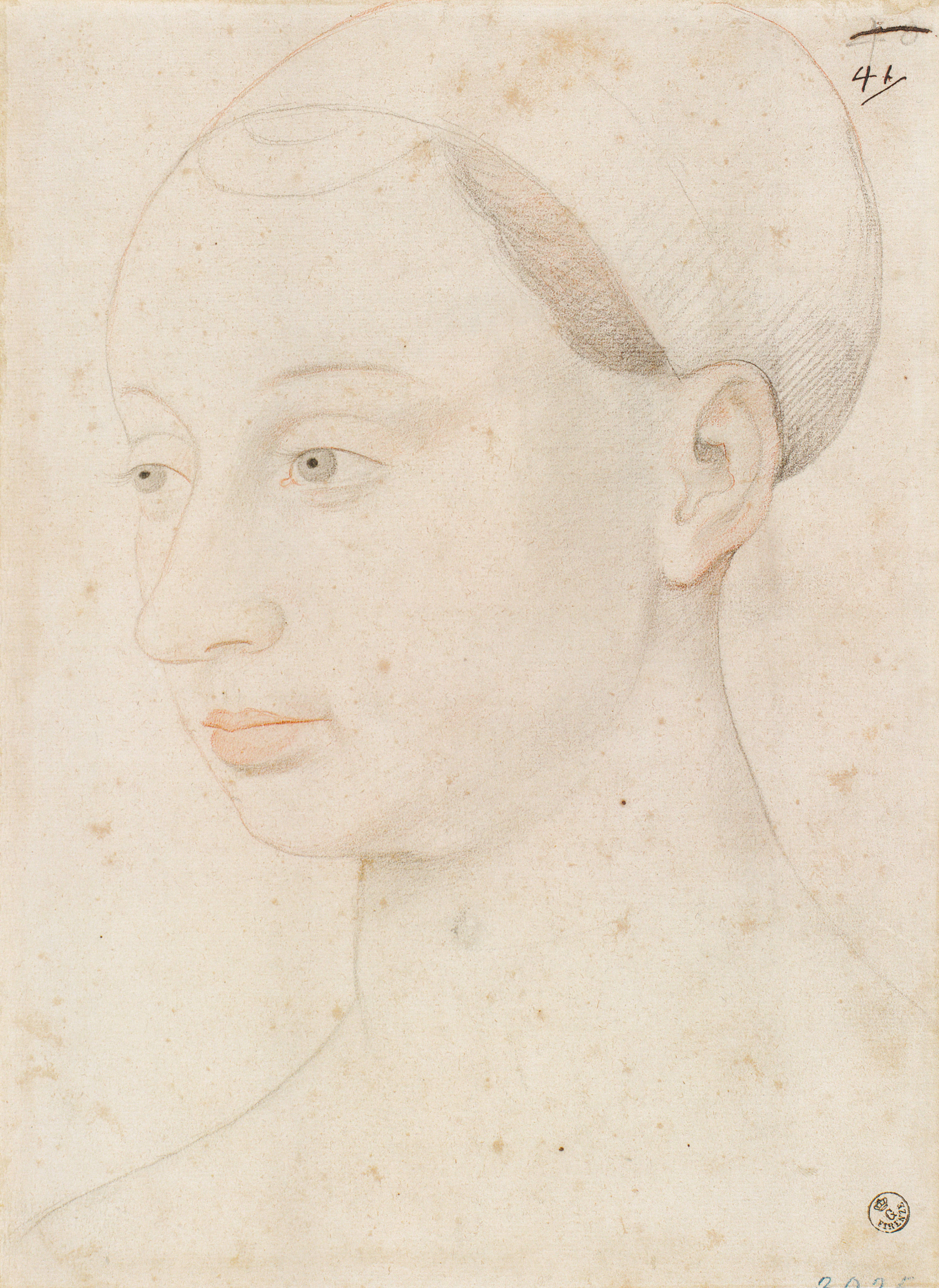
Kopie des 16. Jahrhunderts einer Zeichnung Fouquets der Agnès Sorel.

Bouchot stellte schon 1903 eine Liste mit späteren Zeichnungen und Stichen zusammen, die Kopien von verlorenen Fouquet-Bildern gewesen sein können. So mutmaßte er, dass eine Kreidezeichnung der Agnès Sorel aus dem 15. Jahrhundert eine solche Nachzeichnung sei. Bei den meisten dieser Kopien handelt es sich um Porträts aus dem Umfeld des königlichen Hofes: Jacques Cœur, Jean Bureau, Jean Bourré, zwei Zeichnungen des Guillaume Juvénal des Ursins und vier König Ludwigs XI.
Mehrere Bilder Fouquets sind nur noch aus Schriftquellen zu erschließen: Eine Himmelfahrt Mariens in Candes für den Erzbischof Jean Bernard, ein Madonnenbild für die Kathedrale von Tours, Imagines sanctorum in der Kirche Notre-Dame in La Riche, Entwürfe für Mysterienspiele, Wappenschilde für den Michael-Orden (1469/70), die Ausschmückung des Baldachins für den feierlichen Einzug König Alfons V. von Portugal (1476) sowie ein Madonnentondo in einem Etui in der Sammlung Margaretes von Österreich.
Besonders die Buchmalereien waren von wissenschaftlichem Disput über die Autorschaft Fouquets betroffen. Eberhard König bemühte sich seit den 1970er Jahren intensiv um die Ordnung der immer zahlreicher gewordenen Handschriften, die Fouquet zugeschrieben wurden, und um eine exakte Händescheidung innerhalb der Manuskripte. Zuschreibungen Fouquets für etwa zehn großformatige Bilder konnten sich nicht durchsetzen oder sind definitiv aufgegeben worden.

### Frühe Kunstliteratur

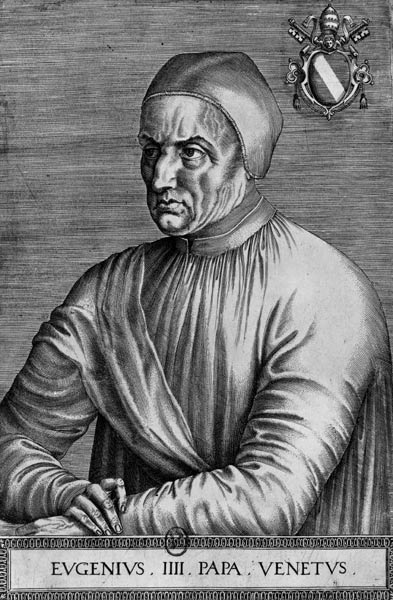
Stich in Vasaris Vite von 1568 nach Fouquets Porträt Eugens IV. im Kloster Santa Maria sopra Minerva in Rom.

Schon früh wurde Fouquet in Frankreich wie Italien hoch gerühmt. Filarete und Vasari erwähnten sein Porträt Papst Eugens IV. und bewunderten seine Kunst nach der Natur zu malen.
Jean Lemaire des Belges lobte Fouquet 1503 in der Plainte du Désiré. François Robertet verglich ihn mit Apelles, aber auch mit Jan van Eyck, Simon Marmion, Roger van der Weyden und Hugo van der Goes. Jean Pèlerin Viator setzte ihn 1521 mit Apelles und Zeuxis gleich.

### Forschungsgeschichte
Bereits 1838 brachte der Herausgeber der Grandes Chroniques, Paulin Paris, die Illustrationen der Handschrift fr. 6465 in Zusammenhang mit Jean Fouquet und berief sich dabei auf Graf Auguste de Bastard. 1868 schrieb Léopold Delisle die Illustrationen neuerlich Fouquet zu, doch erst, seit 1890 Henri Bouchot dem Manuskript einen eigenen Aufsatz in der Zeitschrift Gazette des Beaux-Arts widmete und dabei die erste Abbildung einer Miniatur veröffentlichte, wurden die Illustrationen endgültig in das Werkverzeichnis Fouquets aufgenommen. Dieses Urteil wurde bald darauf von dem Kunsthistoriker Paul Durrieu bestätigt. Uneinigkeit herrscht von Anfang an über die Frage, ob Fouquet alle oder nur ein Teil der Miniaturen zuzurechnen sind.
Die erste umfassende Veröffentlichung zu Fouquet legte 1866/67 Curmer vor. Um die Jahrhundertwende folgten die ersten systematischen, stilkritischen Darstellungen des Gesamtwerks von P. Leprieur und G. Lafenestre, die H. Bouchot weiterverfolgte. Bereits 1861 hatte A. de Montailon erkannt, dass Fouquet zwischen 1443 und 1447 in Rom gewesen sein musste. 1904 rückte eine große Ausstellung im Louvre über die Primitifs francais Fouquet erstmals in den Mittelpunkt eines größeren Interesses. Bis 1923 war es besonders Paul Durrieu, der die Fouquet-Forschung beförderte. So war bald nach der Jahrhundertwende ein großer Teil des Œuvres Fouquets erschlossen.
Otto Pächt beschäftigte sich seit den 1930er Jahren mit Fouquet und veröffentlichte 1941 einen grundlegenden Aufsatz über seinen Stil. 1974 konnte er die Fachwelt davon überzeugen, Fouquet das Wiener Gonella-Bildnis zuzuschreiben.
Im Jahre 1970 legte Klaus Schwager einen wichtigen Aufsatz zu Fouquets verlorenem Bildnis Papst Eugen IV. in S. Maria sopra Minerva in Rom vor, das als die entscheidende Vorlage für Raffaels Gruppenporträt Papst Leo X. mit den Kardinälen Giulio de'Medici und Luigi de Rossi von 1517/18 ermittelt wird.
1993 konzipierten François Avril, der gemeinsam mit Marie-Thérèse Gousset und Bernard Guenée 1987 die Grandes Chroniques de France herausgegeben hatte, und Nicole Reynaud eine große Ausstellung zur französischen Buchmalerei zwischen 1440 und 1520, die auch Fouquet umfassend würdigte. Die Ausstellung und der veröffentlichte Katalog überschnitten sich zeitlich mit der Drucklegung der bis dahin umfassendsten Monographie zu Jean Fouquet, in der Claude Schaefer seine jahrzehntelange Beschäftigung mit dem Maler zusammenfasste. 1971 hatte Schaefer das Stundenbuch des Etienne Chevalier herausgegeben und 1972 mit einer Arbeit über Fouquet habilitiert. François Avril veröffentlichte 2003 eine ebenso umfangreiche und detaillierte Monographie über Fouquet. Zahlreiche moderne Maler haben ihre Bewunderung für Fouquet ausgedrückt in Bildern, die Themen des französischen Meisters aus dem 15. Jahrhundert als Pastiches verwenden, namentlich Léger (La Mère et l'Enfant), Gris (L'Homme de Touraine), Matisse (Vierge à l'enfant), Bissière (Vénus Blanche), Estève (Hommage à J. Fouquet), Sherman (ohne Titel = Madonne / Agnès Sorel).

## Ausstellungen
- 1937: Weltfachausstellung Paris 1937. „Im Rahmen der Pariser Weltausstellung von 1937, die gerade für Frankreich die Möglichkeit war, die Nation umfassend zu repräsentieren, konnte Jean Fouquet als Vater der französischen Malerei gefeiert werden.“[83]
- 2017: Jean Fouquet. Das Diptychon von Melun. Gemäldegalerie am Kulturforum Berlin.[84] Katalog.

## Werkverzeichnis
Angaben nach Claude Schaefer. Dort finden sich auch Einzelheiten zu den häufig umstrittenen Zuschreibungen und Datierungen, die hier nur verkürzt wiedergegeben werden. Unsichere Zuschreibungen sind mit * markiert, verlorene Bilder kursiv gesetzt. Nicht aufgelistet werden die bei Schaefer ebenfalls aufgeführten neun Werke aus dem Fouquet-Umkreis, fünf Glasfenster, die nach seinen Entwürfen ausgeführt wurden, zehn strittige oder definitiv aufgegebene Zuschreibungen, spätere Bilder und Stiche, die auf verschollenen Bildern Fouquets beruhen sowie Schriftquellen, die weitere acht Bilder Fouquets bezeugen. Darüber hinaus verzeichnet Schaefer etliche Buchmalereien aus dem Umkreis Fouquets.

### Tafelbilder
| Abbildung | Bezeichnung                                       | Datierung                          | Aufbewahrungsort                                                                                              | Beschreibung                  |
|           | Bildnis des Hofnarren Gonella                     | vermutlich zwischen 1439 und 1446  | Wien, Kunsthistorisches Museum Wien                                                                           | Eichenholz, 24 × 36 cm        |
|           | Bildnis des Papstes Eugen IV. mit zwei Vertrauten | zwischen Mitte 1446 und Mitte 1448 | verloren, früher über der Tür der Sakristei von Santa Maria sopra Minerva in Rom; nur in zwei Kopien erhalten |                               |
|           | Diptychon von Melun, linker Flügel                | um 1456                            | Berlin, Gemäldegalerie                                                                                        | Eichenholz, 93 × 85 cm        |
|           | Diptychon von Melun, rechter Flügel               | um 1456                            | Antwerpen, Königliches Museum der Schönen Künste                                                              | Eichenholz, 91,8 × 83,3 cm    |
|           | Bildnis Karls VII.                                | um 1450                            | Paris, Louvre                                                                                                 | Eichenholz, 86 × 71 cm        |
|           | Pietà in Nouans-les-Fontaines                     | um 1450                            | Nouans-les-Fontaines                                                                                          | Nussbaum, 146 × 237 cm        |
|           | Porträt des Guillaume Juvénal des Ursins          | wahrscheinlich nach 1465           | Paris, Louvre                                                                                                 | Eichenholzbretter, 96 × 73 cm |
|           | Porträt Ludwigs XI.*                              |                                    | Standort unbekannt, früher Schloss Saint Roch                                                                 | Eichenholz, 22 × 15 cm        |
|           | Bildnis der Marie d'Anjou                         |                                    | Kopie in Paris, Bibliothèque nationale de France, Estampes, Oa 14, fol. 15                                    |                               |

### Zeichnungen, Emaillemedaillons, Entwürfe für Glasfenster und Wandteppiche
| Abbildung | Bezeichnung                                              | Datierung              | Aufbewahrungsort                                       | Beschreibung                                                                                               |
|           | Die Schlacht bei Formigny*                               | zwischen 1453 und 1455 | Paris, Bibliothèque nationale de France, ms. fr. 22335 | Nachzeichnung einer sechsteiligen Serie von Wandteppichen eines Tischlers Gobert                           |
|           | Selbstbildnis                                            | um 1456                | Paris, Louvre                                          | Emaillemedaillon, früher am Rahmen des Diptychons von Melun                                                |
|           | Die geflügelten Hirsche* (Entwurf Fouquet zugeschrieben) |                        | Rouen, Musée des antiquités                            | Wandteppich, 3,47 × 3,80 m                                                                                 |
|           | Ein päpstlicher Legat                                    |                        | New York, Metropolitan Museum, Rogers Fund 49, 38      | Metallstift und Steinkreide auf grundiertem Papier, 19,8 × 13,5 cm.                                        |
|           | Bildnis des Guillaume Jouvenel des Ursins                |                        | Berlin, Kupferstichkabinett, 4367                      | Steinkreide mit roten, braunen und gelbrötlichen Höhungen auf graublau grundiertem Papier, 26,7 × 19,5 cm. |
|           | Monogramm des Laurens Girard*                            |                        | Paris, Musée National du Moyen Âge                     | Rundscheibe                                                                                                |

### Buchmalerei
| Abbildung | Bezeichnung                                               | Datierung           | Aufbewahrungsort | Beschreibung |
|           | Stundenbuch des Étienne Chevalier                         | Nach 1448           | Chantilly, Musée Condé, London, British Library, Add. 37421; New York, Metropolitan Museum; Paris, Bibliothèque nationale de France, n. a. lat. 1416; Paris, Louvre, Departement des Arts graphiques, R. F. 1679, M. I. 1093; Paris, Musée Marmottan; Upton House, Lord Bearsted (National Trust); 47 beschnittene Miniaturen und zwei Textblätter erhalten | |
|           | Stundenbuch für den Gebrauch von Angers                   | um 1455             | Paris, Bibliothèque nationale de France, n. a. lat. 3211 | Zwei Miniaturen von der Hand Fouquets (S. 67 und S. 241), die übrigen vom Jouvenel-Maler                                                                |
|           | Stundenbuch für den Gebrauch von Paris                    | um 1416/1418        | London, British Library, Add. 16997 fol. | Illustrationen des Boucicaut-Meisters von Fouquet retuschiert                                                                                           |
|           | Stundenbuch des Simon de Varie                            | Um 1455             | Den Haag, Koninklijke Bibliotheek, ms. 74 G 37 und ms. 74 G 37a; Malibu, J. Paul Getty Museum, ms. 7 | |
|           | Grandes Chroniques de France                              | Etwa 1450–1460      | Paris, Bibliothèque nationale de France, fr. 6465 | 457 Blatt; 460 × 350 mm; 51 Miniaturen (2 verloren) |
|           | Boccaccio, Des Cas des Malheureux Nobles Hommes et Femmes | um 1459             | München, Bayerische Staatsbibliothek, cod. gall. 6 | 352 Blatt; 400 × 290 mm; 1 ganzseitiges Tafelbild, 10 große und 80 kleine Miniaturen, zahlreiche Bordüren                                               |
|           | Stundenbuch des Jean Robertet                             | Um 1460–1465        | New York, Pierpont Morgan Library, M. 834 | |
|           | Stundenbuch der Adélaïde von Savoyen                      | Um 1460 bis 1465    | Chantilly, Musée Condé, Ms. 76 | Aus der Werkstatt von Jean Fouquet stammt die Miniatur auf Blatt 21. Am Kalender arbeiteten der Meister der Adelaide von Savoyen und der Rolin-Meister. |
|           | Stundenbuch                                               |                     | Den Haag, Koninklijke Bibliotheek, ms. 74 G 28 | |
|           | Stundenbuch des Charles de France                         | Vor 1465            | Paris, Bibliothèque Mazarine, ms. 473; New York, The Cloisters, 2, Einzelblätter, 58.71a, b | |
|           | Flavius Josephus, Les Antiquités judaïques                | Um 1465             | Paris, Bibliothèque nationale de France, ms. fr. 247 | 623 Blatt (2 Bände); 430 × 290 mm; 11 große Miniaturen                                                                                                  |
|           | Flavius Josephus, Les Antiquités judaïques                |                     | Paris, Bibliothèque nationale de France, n. a. fr. 21013 | |
|           | Statuten des St.-Michael-Ordens                           | Wahrscheinlich 1469 | Paris, Bibliothèque nationale de France, ms. fr. 19819 | |
|           | Sog. Livius der Sorbonne                                  |                     | Paris, Bibliothèque nationale de France, fr. 20071 und 20072 | |
|           | Geschichte des Altertums                                  | nach 1470           | Amsterdam, Rijksprentencabinet, Inv. A 1943 (a); Paris, Louvre, Département des Arts graphiques, R.F. 4143, 5271, 29493 und 29494 (d-e) (Fünf Blätter) | |
|           | Sog. Stundenbuch der Anne de Baudricourt                  |                     | Paris, Bibliothèque nationale de France, n. a. lat. 3187 | |
|           | Sog. De Veauce-Stundenbuch                                |                     | Amsterdam, Bibliotheca Philosophica Hermetica, BPH 74 | |
|           | Stundenbuch für den Gebrauch von Tours                    |                     | Früher Sammlung Metcalf, 247 fol., heutiger Aufbewahrungsort unbekannt | |
|           | Stundenbuch für den Gebrauch von Maine                    | Um 1480             | Paris, Bibliothèque de l’Arsenal, ms. 417 89 fol. | |